# Réseau (géométrie)
Pour les articles homonymes, voir Réseau (homonymie).
En mathématiques, un réseau d'un espace (vectoriel) euclidien est un sous-groupe discret de l’espace, de rang fini n. Par exemple, les vecteurs de Rn à coordonnées entières dans une base forment un réseau de Rn. Cette notion permet de décrire mathématiquement des maillages, comme celui correspondant à la figure 1.

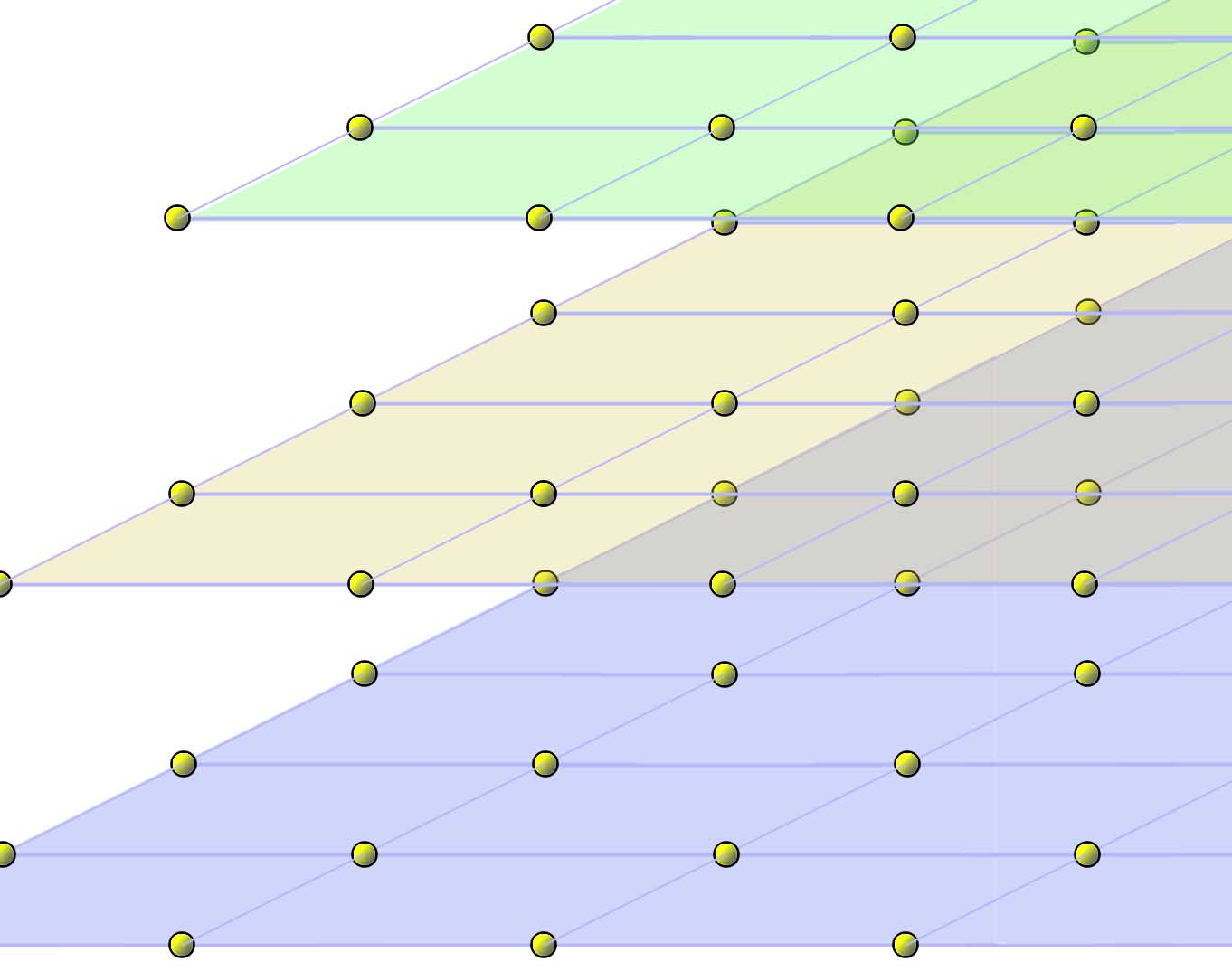
Fig. 1. Un réseau est un ensemble discret disposé dans un espace vectoriel réel de dimension finie de manière régulière, au sens où la différence de deux éléments du réseau est encore élément du réseau.

En fixant un point origine, on peut lui associer un réseau de points de Rn (plusieurs réseaux pouvant définir le même réseau de points). Ce réseau de points remplit l'espace au sens où il existe un rayon R tel que toute boule de rayon R contient au moins un point du réseau. Il est discret au sens où il existe un nombre strictement positif r tel que toute boule de rayon r contient au plus un point du réseau. Il est régulier.
L'étude des réseaux est à la croisée de différentes branches des mathématiques, la théorie des groupes, l’algèbre linéaire, la théorie des groupes de Lie la géométrie des nombres, la géométrie convexe, mais aussi d’autres domaines comme l’algorithmique ou la cristallographie (réseau de Bravais) et les outils d'analyse sont essentiellement géométriques. Les questions propres à l'analyse d'un réseau portent sur les différentes symétries qui laissent invariant le réseau, la résolution de problèmes d'empilements de sphères ou de convexes.

## Algèbre linéaire et espace métrique
Dans cet article les lettres ℂ, ℝ, ℚ et ℤ désignent respectivement le corps des imaginaires encore appelés complexes, des nombres réels, des rationnels et l'anneau des nombres entiers et n un entier strictement positif. L'espace vectoriel ℝn désigne l'ensemble des n-uplets composés de n nombres réels dans un ordre donné. Géométriquement, on les imagine comme les coordonnées d'un point dans un espace muni d'un repère orthonormal. En dimension 2 ou 3, on obtient une représentation du monde physique, à la condition qu'il soit approximé par une géométrie euclidienne.

### Définition
Définition — Un réseau Λ de ℝn est un sous-groupe discret de ℝn pour l'addition, tel que le sous-espace vectoriel engendré par Λ soit égal à ℝn.

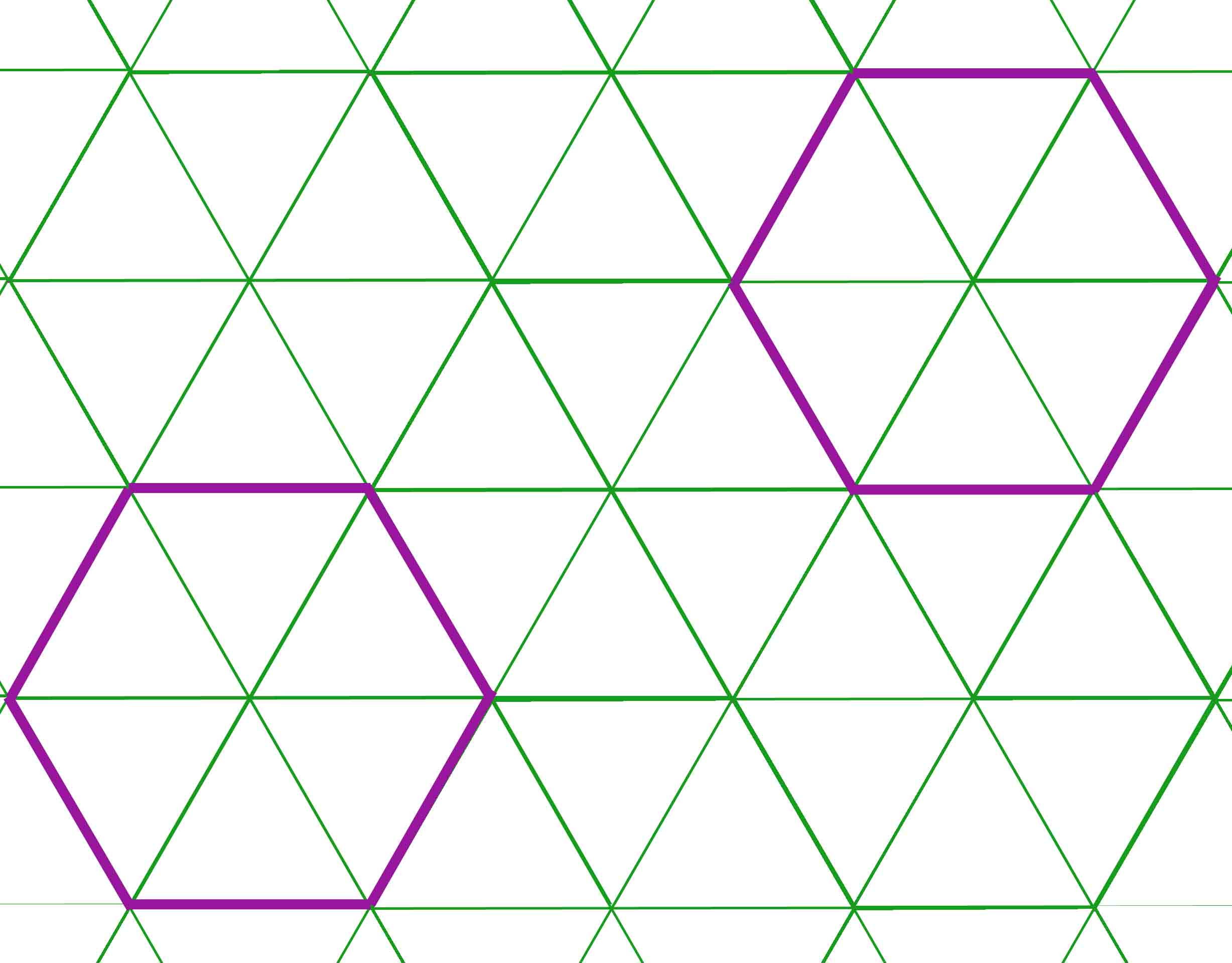
Fig. 2. L'hexagone est une figure permettant de construire un réseau en dimension 2.

Une telle définition mérite quelques explications. Le choix de ℝn au lieu d'un espace vectoriel réel de dimension n n'est que de peu d'importance. Tout espace vectoriel réel de dimension n est une copie de ℝn et les résultats vrais dans ℝn le sont dans un espace réel de dimension n. On parle d'isomorphisme. Le fait que les points forment un groupe implique la régularité du réseau. Un polygone de sommets des points du réseau, translaté par un déplacement d'un point du réseau à un autre, possède toujours pour sommets des points du réseau. L'exemple de la figure 2 l'illustre. Les points du réseau correspondent à l'intersection du quadrillage, l'hexagone en violet, translaté possède toujours des sommets éléments du réseau. Dans le cadre spécifique d'une partie de ℝn, on peut expliquer le sens du mot discret par l'énoncé suivant :
Proposition — Une partie fermée de ℝn est discrète si et seulement si pour tout réel {\displaystyle R}, elle ne contient qu'un nombre fini de points à distance inférieure ou égale à {\displaystyle R} de l'origine.
Le groupe ℚn, constitué des points à coordonnées rationnelles, est un exemple de sous-groupe non discret.
La troisième propriété signifie qu'il n'existe pas de sous-espace vectoriel strict contenant le réseau. Si la dimension est égale à 3, alors aucun plan ne contient le réseau. Si un plan entier est couvert et s'il existe un unique point du réseau en dehors d'un plan, la stabilité de l'addition et de la soustraction montre que l'espace entier est couvert. Dire que l'espace est couvert signifie qu'il existe un rayon ρ tel que toute boule de rayon supérieur à ρ contient au moins un point du réseau, et ceci quel que soit son centre.
Tout espace vectoriel E de dimension n sur les nombres complexes est aussi un espace vectoriel réel de dimension 2n. Ainsi, si Λ est un groupe discret qui génère E, en tant qu'espace vectoriel réel, il est un réseau de dimension 2n. De même que ℤn est un réseau de ℝn, Gn est un réseau de ℂn. La lettre G désigne ici les entiers de Gauss, c'est-à-dire les nombres de la forme a + ib où a et b sont des éléments de ℤ.

### Base

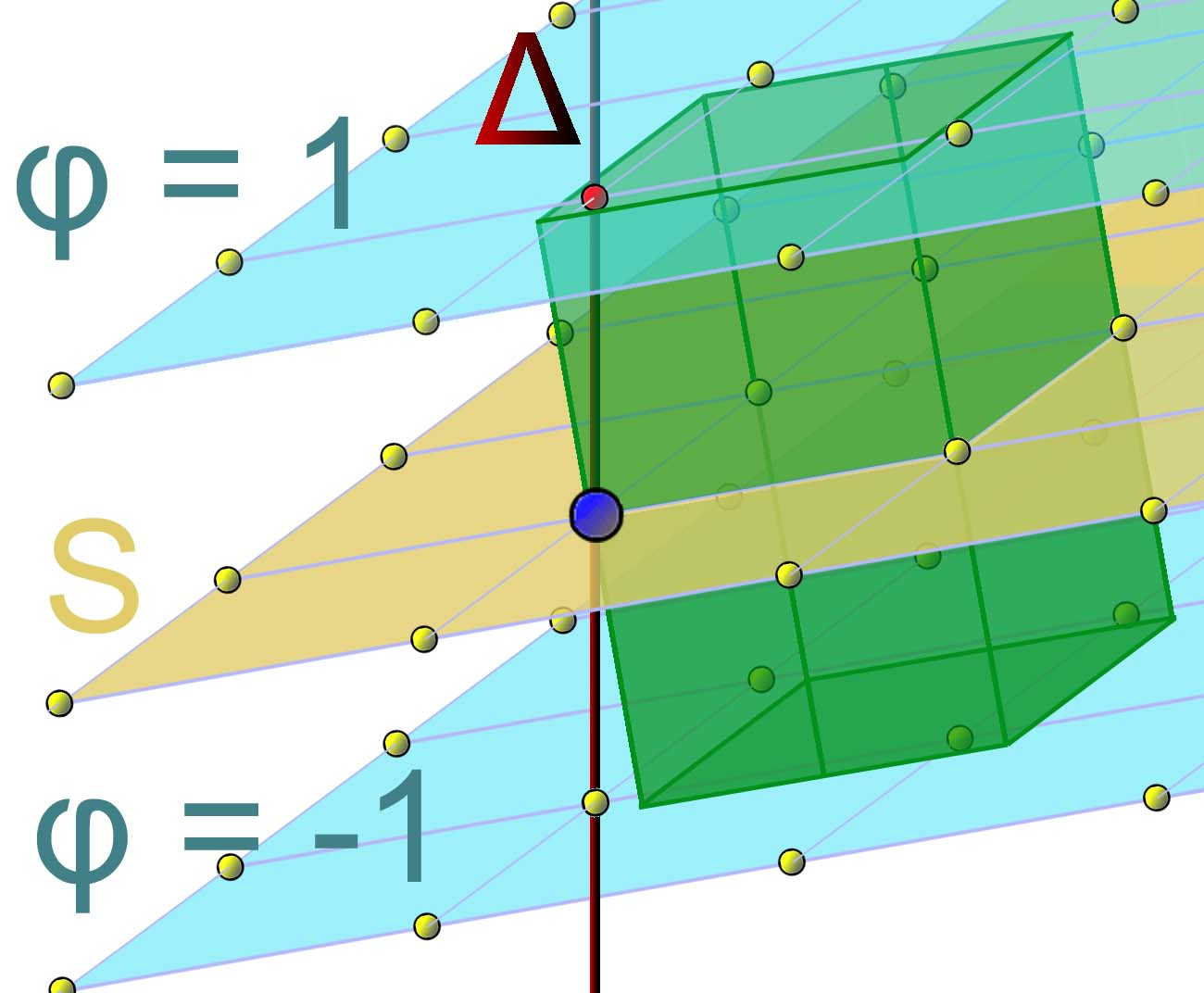
Fig. 5.

Existence d'une base — Soit Λ un réseau de ℝn, il existe une famille (bi) de n éléments du réseau, tel que tout élément s'exprime de manière unique comme combinaison linéaire de cette famille, à coefficients dans les nombres entiers. Une telle famille porte le nom de base.
{\displaystyle \Lambda =\left\{\sum _{i=1}^{n}l_{i}b_{i}\mid l_{i}\in \mathbb {Z} \right\}\quad {\text{et}}\quad \forall \lambda \in \Lambda \quad \exists !(l_{i})\in \mathbb {Z} ^{n}\quad \lambda =\sum _{i=1}^{n}l_{i}b_{i}}.

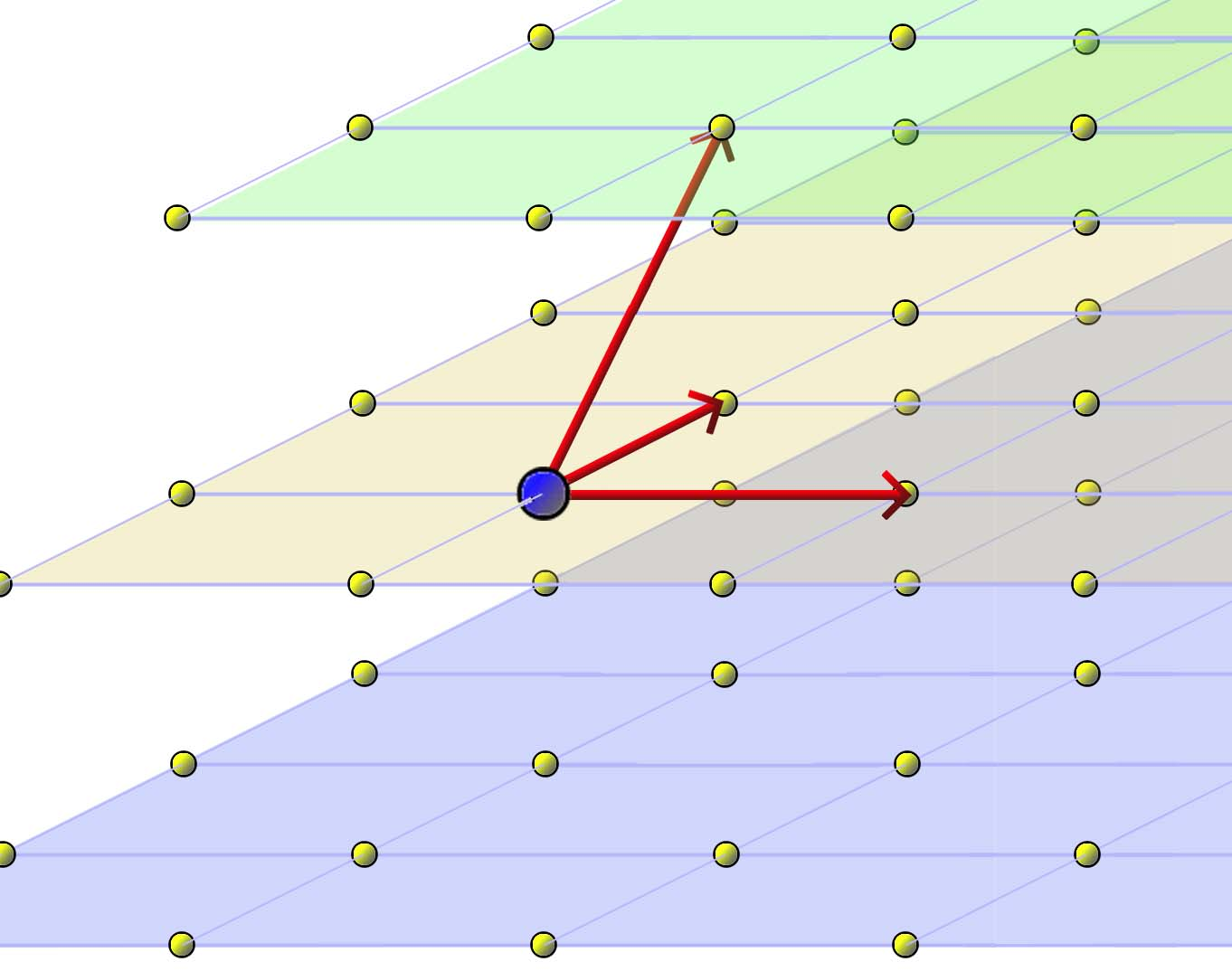
Fig. 4. Dans un réseau, il existe une famille, illustrée en rouge sur la figure, telle que tout point s'exprime comme combinaison linéaire de manière unique, des points de la famille.

Il existe plusieurs manières de lire et de démontrer ce théorème. En termes de théorie des groupes, un réseau est un groupe abélien de type fini sans torsion, autrement dit un groupe abélien libre de rang fini.

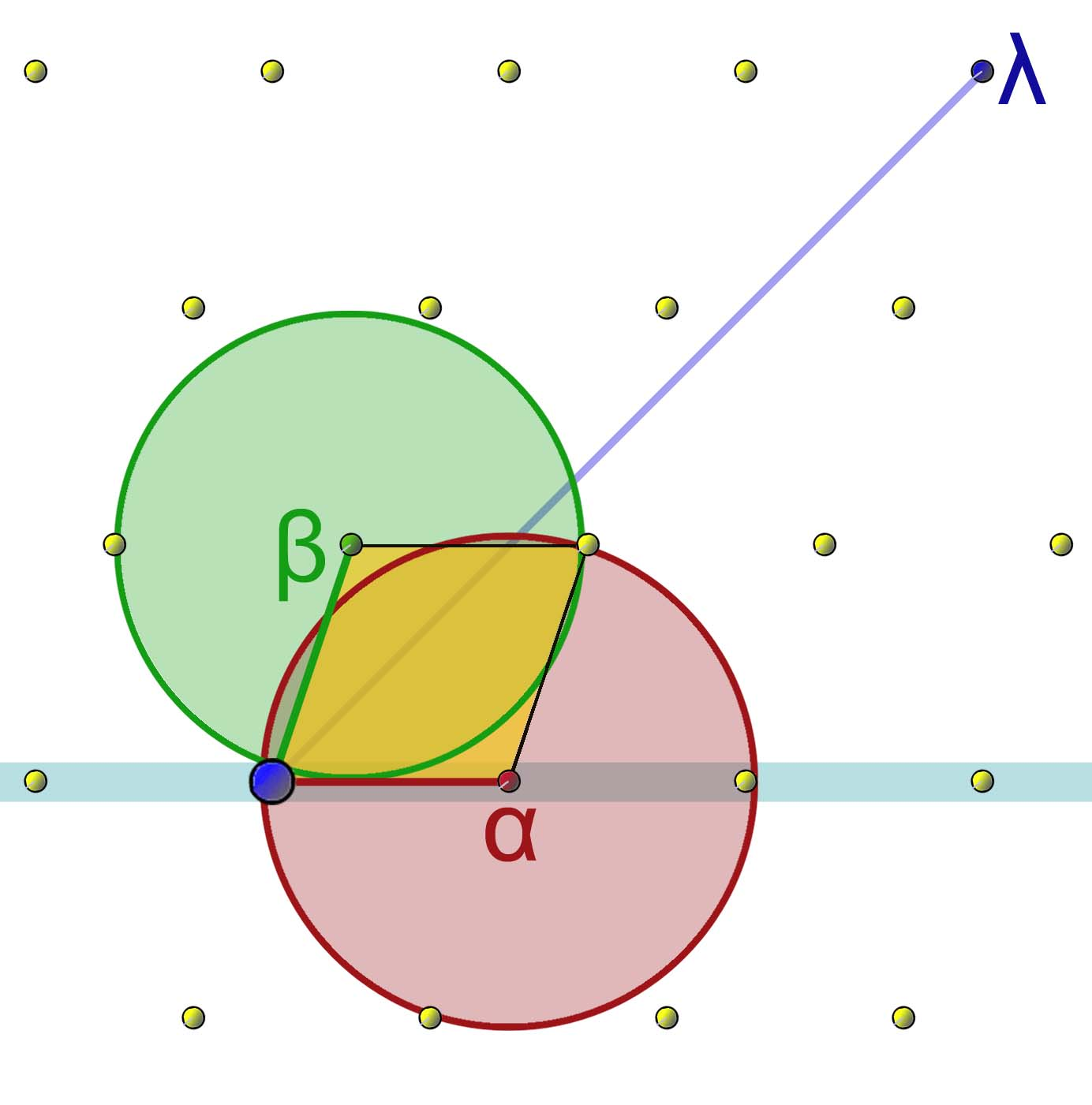
Fig. 3.

Une autre manière de voir les choses est de faire usage de l'algèbre linéaire. On considère le réseau comme un quasi espace vectoriel, à la différence que les scalaires ne sont pas tous inversibles. Les scalaires ici sont égaux aux nombres entiers. Une telle structure porte le nom de module. S'il existe une famille génératrice finie, si le ℤ-module forme un groupe additif sans torsion, le théorème des facteurs invariants est une manière de montrer le résultat.
Ces démonstrations sont bien peu géométriques et n'utilisent guère les outils associés aux réseaux. On peut imaginer une démonstration directe, guidée par l'intuition géométrique qu'apporte une telle structure. Le principe est illustré en dimension 2 sur la figure 3. On considère deux vecteurs libres du réseau, choisis de norme la plus petite possible. La norme est le terme mathématique technique désignant la longueur d'un vecteur. On appelle ces vecteurs α et β. Ils définissent un parallélogramme, en jaune sur la figure 3. La minimalité des normes de α et β permet de montrer que ce parallélogramme ne contient aucun point du réseau autre que ses sommets.
On considère un point λ quelconque du réseau, que l'on peut toujours exprimer comme une combinaison linéaire de α et β si la structure considérée est l'espace vectoriel ℝn. En retranchant à λ le vecteur de coordonnées les parties entières de celles de λ, on obtient un petit vecteur du réseau, à l'intérieur du parallélogramme jaune. Ce principe est un peu analogue à une division euclidienne. Le petit vecteur serait, avec cette analogie, le reste. Le fait qu'il soit dans le parallélogramme et dans le réseau, montre qu'il est nul. Le vecteur λ s'exprime donc comme une combinaison linéaire de α et β avec des coefficients entiers.
Cette démonstration, ainsi que sa généralisation en dimension quelconque est plus simple que les deux citées précédemment. L'usage de la géométrie simplifie l'approche. En revanche, la méthode proposée ici n'est pas effective, à la différence de celle des facteurs invariant, par exemple. Effective signifie que l'on peut, avec cette méthode, construire effectivement une base. Dans le cas général, il est difficile de trouver le vecteur non nul de plus petite norme.

### Domaine fondamental
Une zone particulière a été utilisée, dans la démonstration précédente, elle correspond à la zone illustrée en jaune dans la figure 3 pour la dimension 2. Elle correspond à la définition suivante :
Définition — Le domaine fondamental par rapport à une base B, si B est une base (bi) du réseau est l'ensemble des points P :
{\displaystyle P=\left\{\sum _{i=1}^{n}\lambda _{i}b_{i}\;|\;\lambda _{i}\in [0,1[\right\}}

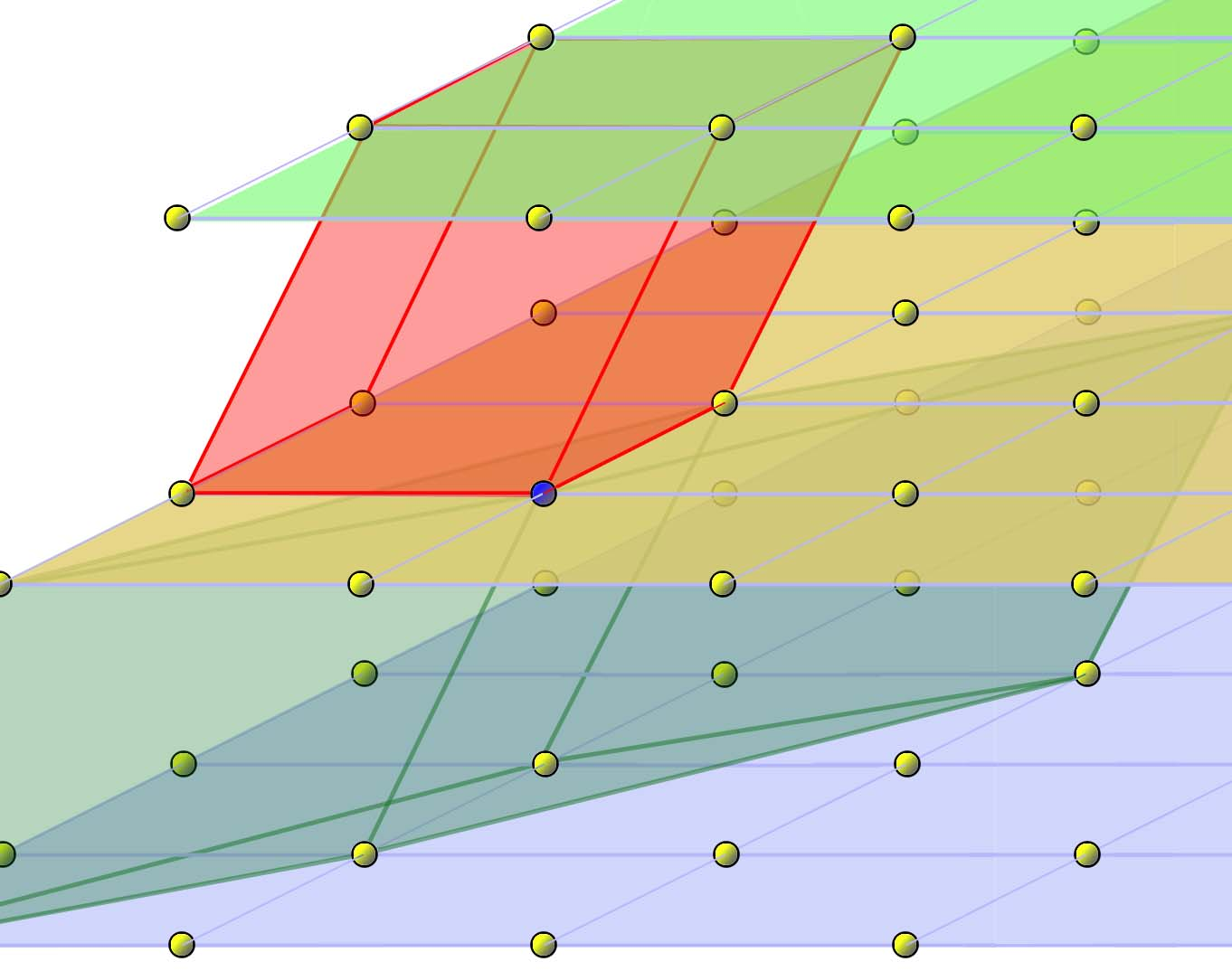
Fig. 6. Deux domaines fondamentaux ont même volume.

La zone rouge de la figure 6 est un exemple de domaine fondamental. La définition d'un domaine fondamental s'obtient à partir d'une base. Pour les réseaux, comme pour les espaces vectoriels, il existe plusieurs bases et, en conséquence plusieurs domaines fondamentaux. À part en dimension 1, où il n'en existe que deux, ayant la même géométrie, il en existe dans tous les autres cas une infinité. Pour s'en rendre compte il suffit de remplacer le deuxième vecteur de la base par la somme de k fois le premier vecteur et le deuxième. Si k désigne un entier, on a là un moyen de construire une infinité de bases aux géométries différentes. Sur la figure 6, la zone verte est un autre domaine fondamental.
Il existe un invariant associé au réseau. Le covolume d'un réseau est le volume du domaine fondamental. Sur la figure 6, les volumes définis par les parallélépipèdes vert et rouge sont égaux.
Invariance du covolume — Le covolume est indépendant de la base qui définit le domaine fondamental.
En effet, le covolume de Λ est par définition la valeur absolue du déterminant, dans la base canonique de ℝn, d'une base de Λ, et la matrice de passage d'une base de Λ à une autre appartient au groupe GLn(ℤ) des matrices à coefficients entiers de déterminant ±1.

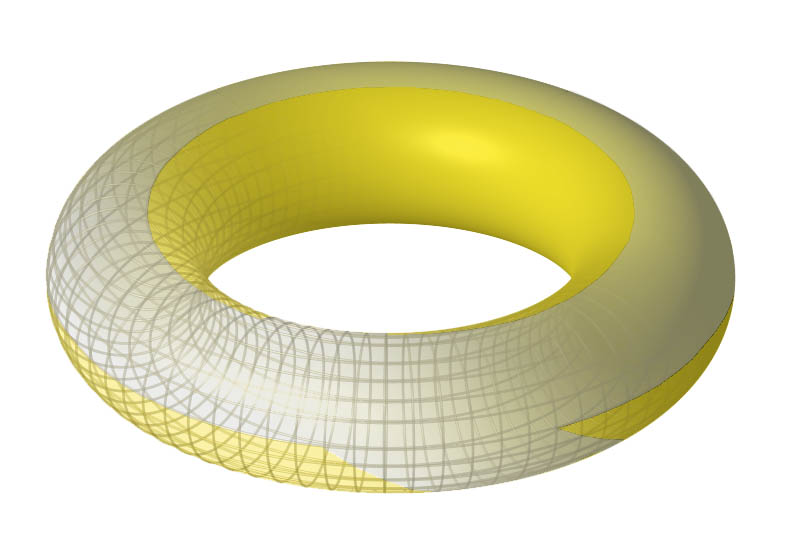
Fig. 7.

Il existe une manière intrinsèque de définir le domaine fondamental, elle fait appel à des concepts plus avancés. Le groupe de Lie ℝn/Λ dispose d'une mesure canonique. Pour tout point p de ℝn/Λ, il existe un ouvert de p tel que la projection canonique de ℝn dans ℝn/Λ soit un difféomorphisme.[pas clair] Ces difféomorphismes permettent de définir une mesure. Le groupe de Lie est compact ; sa mesure totale peut être choisie égale au covolume du réseau.
Une manière simple de voir les choses est de se limiter à la dimension 2. Les points de première coordonnée égale à un entier sont identifiés avec les points de première coordonnée égale à 0. Cela revient à enrouler l'espace pour obtenir un cylindre où tous les points de première coordonnée entière sont superposés. On identifie alors les points de deuxième coordonnée égale à un entier aux points de deuxième coordonnée égale à 0. Cela revient à enrouler le cylindre pour obtenir un tore, illustré sur la figure 7.
La représentation est, en termes de mesure, imparfaite. Les cercles horizontaux du tore correspondent aux points de deuxième coordonnée constante. Tous ces cercles ont une circonférence égale à 1. Dans la représentation, selon que le cercle est plus ou moins choisi à l'intérieur du tore, la circonférence varie. À ce détail près, la représentation par une forme s'approchant d'une bouée est un bon support pour l'intuition de la géométrie du domaine fondamental d'un réseau.

## Groupe orthogonal

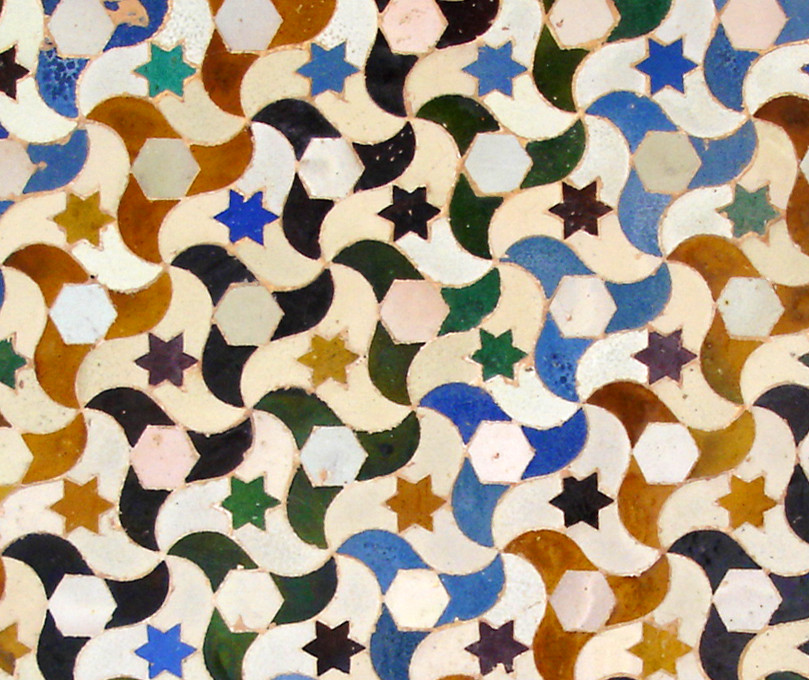
Fig. 8. À tout pavage régulier de l'espace correspond un réseau. Les figures du pavage respectent le groupe orthogonal.

Le groupe orthogonal d'un espace euclidien est l'ensemble des applications linéaires qui transforment l'espace en lui-même, tout en conservant la distance et les angles. Ces applications sont appelées isométrie. Le groupe orthogonal contient un sous-groupe, appelé groupe spécial orthogonal, composé des transformations de déterminants positifs, nécessairement égaux à 1. En dimension 2, le groupe spécial orthogonal est composé des rotations. Les autres isométries sont les réflexions correspondant à l'image que donne le plan à travers un miroir, qui passe par le point origine. Munis de la loi de composition des applications, le groupe orthogonal est un groupe, ce qui signifie que l'élément neutre, qui laisse les éléments à l'identique, est une isométrie. Si une application est une isométrie, sa réciproque, encore appelé inverse, est encore une isométrie. Enfin, la composition d'isométries est associative.
Définition — Le groupe orthogonal d'un réseau Λ de ℝn est le groupe des applications linéaires du réseau telles que la norme de l'image d'un point λ du réseau soit celle du point λ.
Le terme de norme désigne la norme de la restriction du produit scalaire euclidien au réseau Λ.
Dans le cas d'un réseau, le groupe orthogonal est un groupe fini. Pour s'en rendre compte, il suffit de considérer l'image d'un vecteur d'une base par une isométrie, c'est un vecteur de même norme et il n'en existe qu'un nombre fini. Pour déterminer le groupe orthogonal d'un réseau, on dispose de trois théories différentes.
L'algèbre linéaire classique offre d'autres outils, un élément du groupe orthogonal d'un réseau peut en effet, être prolongé en une isométrie de ℝn, ce qui ramène l'étude à une situation connue. Enfin, une isométrie respecte les distances et les angles, la géométrie euclidienne offre des théorèmes utilisables.
Une manière de visualiser ce groupe orthogonal est d'étudier un pavage régulier de l'espace. Dire que le pavage est régulier revient à dire, dans l'exemple illustré à la figure 8, que les points au centre de chaque étoile forment un réseau. Si l'on regarde un bloc composé des étoiles qui se trouvent à la même distance qu'une étoile donnée, on trouve un hexagone. À la couleur près, réaliser une rotation de centre le centre d'une étoile et d'angle un sixième de tour laisse invariant le motif illustré sur la figure et par conséquent le réseau associé. La rotation d'un sixième de tour est élément du groupe orthogonal du réseau. L'analyse géométrique proposée ici ne tient pas compte de la couleur.

### Cristallographie

Fig. 9. La matière solide a tendance à s'organiser en cristal. Un cristal est un agencement régulier d'atomes ou d'ions. Il se caractérise par un réseau et un motif.

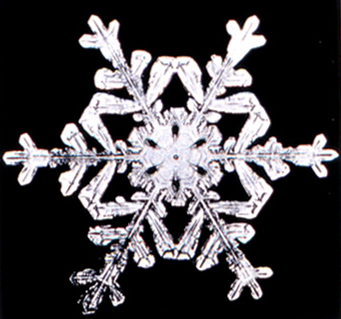
Fig. 10. Comprendre la géométrie d'un flocon de neige impose l'étude d'un groupe orthogonal d'un réseau de dimension 3

Le groupe orthogonal d'un réseau possède des applications dans les sciences de la nature. À l'état solide, il est fréquent que la matière s'organise autour de la structure d'un réseau. Si ce n'est pas le cas, on parle alors de matière amorphe ou de verre, l'étude devient plus complexe et n'est pas l'objet de cet article.
La matière solide se compose de briques élémentaires, qui peuvent être des atomes, des ions ou des molécules. Ces briques élémentaires disposent de points d'accroches à certains endroits tout à fait précis. Ces briques élémentaires sont en général les mêmes, si la matière est regardée à la bonne échelle. Elles ont tendance à s'assembler de manière régulière, un peu à la manière d'une construction en Lego à partir d'une unique pièce. Cet état est modélisé par un réseau et un motif. Le motif correspond à la géométrie de la brique élémentaire, le réseau indique les points où ces différentes briques se positionnent. Une géométrie de cette nature est illustrée sur la figure 9. Une molécule, composée de deux atomes forme la brique élémentaire, représentée, en haut à droite, par une association d'une bille bleue et d'une verte. Les mêmes molécules s'assemblent selon une géométrie illustrée en haut à gauche. Les points d'accroches forment un angle orthogonal, on obtient un réseau que les cristallographes appellent cubique à faces centrées.
Le groupe orthogonal est source de nombreuses propriétés de cet état de la matière. Il est responsable, par exemple de la forme si caractéristique d'un flocon de neige (figure 10). La régularité du réseau est à l'origine de l'existence de plans de symétries privilégiés, ce qui favorise des tailles particulières pour une pierre précieuse. Cette géométrie détermine aussi son indice de réfraction et partiellement sa couleur. Les propriétés électriques d'un cristal s'expliquent en grande partie à l'aide de cette géométrie.
Les cristallographes utilisent un vocabulaire différent de celui des mathématiciens. Il s'explique à la fois par des raisons historiques et par une manière de voir qui n'est pas toujours la même. Un mathématicien parle de structure de groupe pour décrire les propriétés de régularité du réseau. Pour lui, la stabilité de l'addition et de la soustraction est la raison même de cette régularité. Le cristallographe voit une répétition d'un motif à intervalles réguliers. Pour décrire la même propriété, il utilise le terme de périodicité. Le vocable réseau devient réseau de Bravais, groupe orthogonal : groupe ponctuel de symétrie, domaine fondamental maille primitive. Les noms des différents groupes sont aussi modifiés, le terme de groupe de Klein devient : groupe ponctuel orthorhombique et le groupe cyclique d'ordre 2 : groupe ponctuel monoclinique.

### Dimension 2
Le cas de la dimension 2, reste encore simple, aucun outil sophistiqué n'est nécessaire pour l'analyser. Uniquement quatre groupes orthogonaux existent :
Classification des réseaux de dimension 2 — Le groupe orthogonal d'un réseau de dimension 2 est isomorphe à l'un des quatre groupes suivants : un groupe diédral D12, D8, D4 ou D2 = C2.

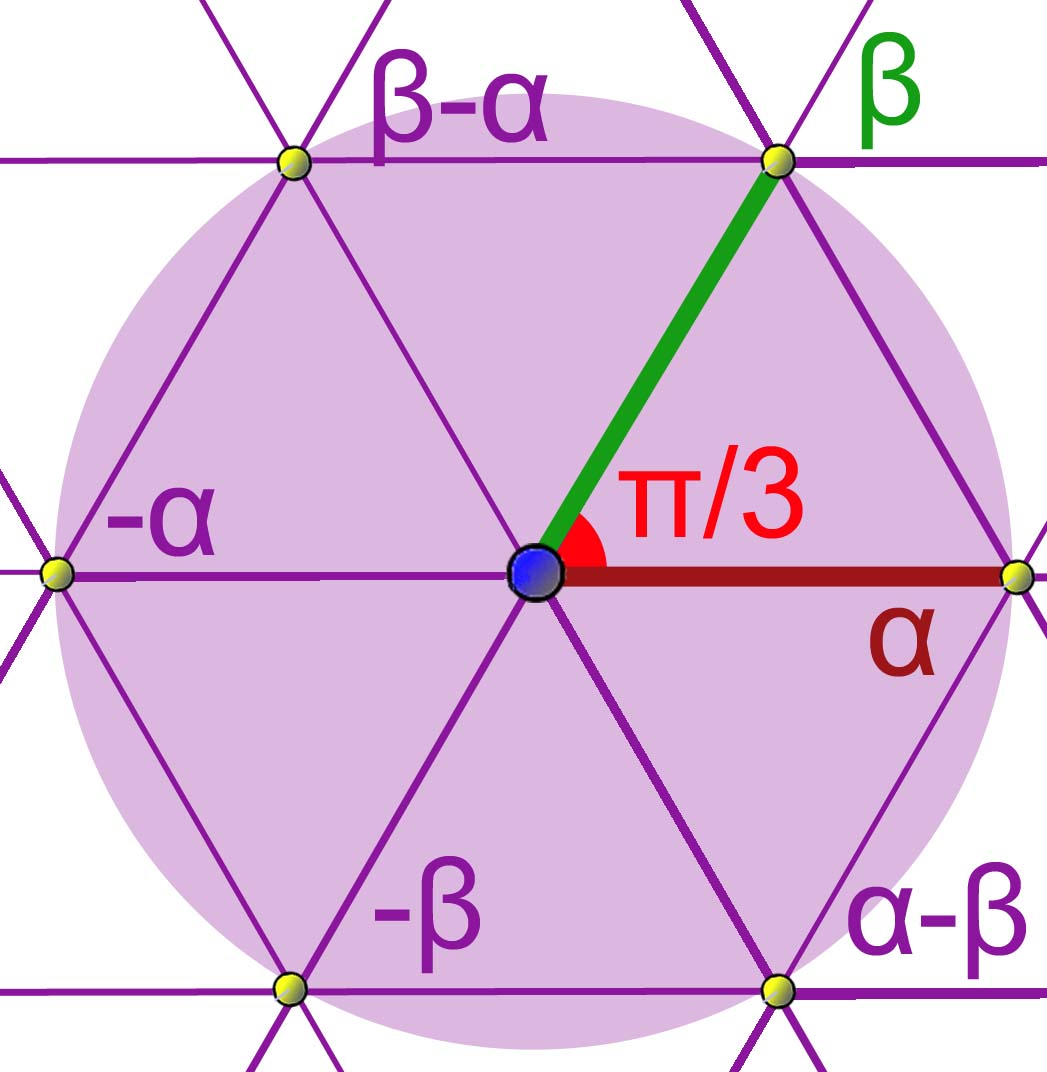
Fig. 11. Il n'existe, à une rotation et une homothétie près, qu'un réseau à symétrie hexagonale.

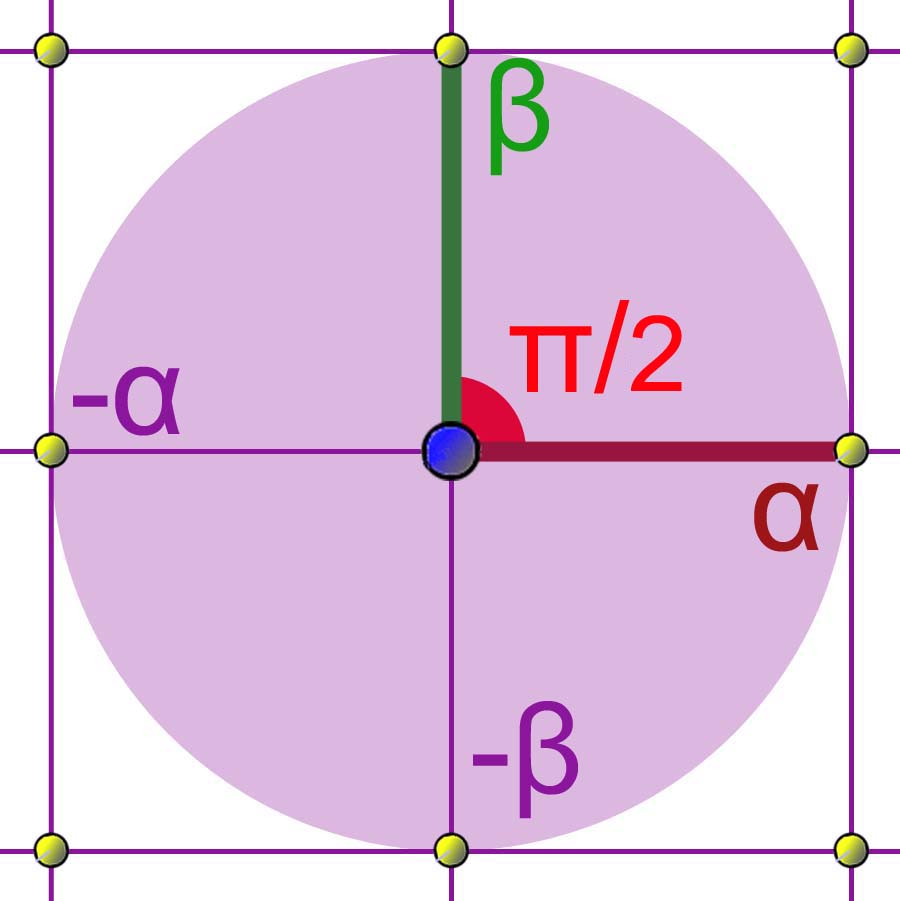
Fig. 12. Si le réseau possède un domaine fondamental carré, le groupe orthogonal est une copie du groupe diédral D_{8}.

Le plus gros est appelé groupe diédral d'ordre 12 et est noté D12, que les cristallographes le dénomment groupe ponctuel hexagonal. Il est composé de 6 rotations d'un angle de la forme kπ/3 où k désigne un entier, et de 6 réflexions d'axe passant par l'origine et, soit un vecteur non nul du réseau de norme minimale, soit le milieu de deux vecteurs de cette nature. Il n'existe qu'une géométrie pour un réseau correspondant à ce groupe orthogonal. Cela signifie que si deux réseaux ont ce groupe orthogonal, il est possible de passer de l'un à l'autre à l'aide d'une rotation et d'une homothétie. Un réseau de cette nature est illustré sur la figure 11. Il correspond à l'ensemble des combinaisons linéaires à coefficients entiers de deux vecteurs, notés α et β sur l'illustration, de même norme et formant un angle de π/3.
Une configuration analogue présente un groupe orthogonal diédral d'ordre 8, noté D8, que les cristallographes appellent groupe ponctuel tétragonal ou groupe ponctuel quadratique. Le groupe orthogonal contient 4 rotations d'un angle de la forme kπ/4 où k désigne un entier, et de 4 réflexions d'axe passant par l'origine et, soit un vecteur non nul du réseau de norme minimale, soit le milieu de deux vecteurs de cette nature. Un réseau de cette nature est illustré sur la figure 12. Comme précédemment, il est engendré par les combinaisons linéaires à coefficients entiers de deux vecteurs, notés α et β sur l'illustration, de même norme et formant un angle de π/2.

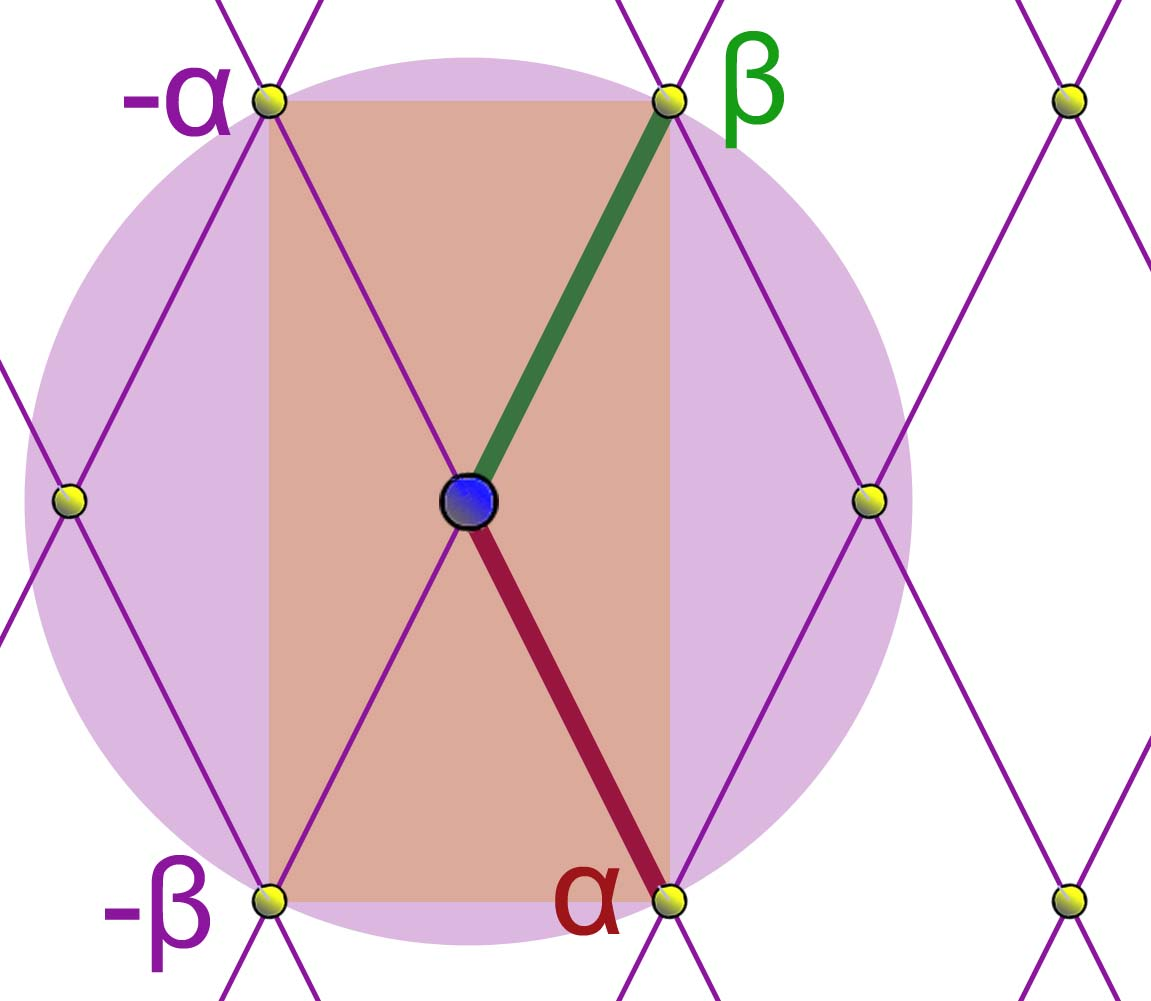
Fig. 14. Réseau orthorhombique centré.

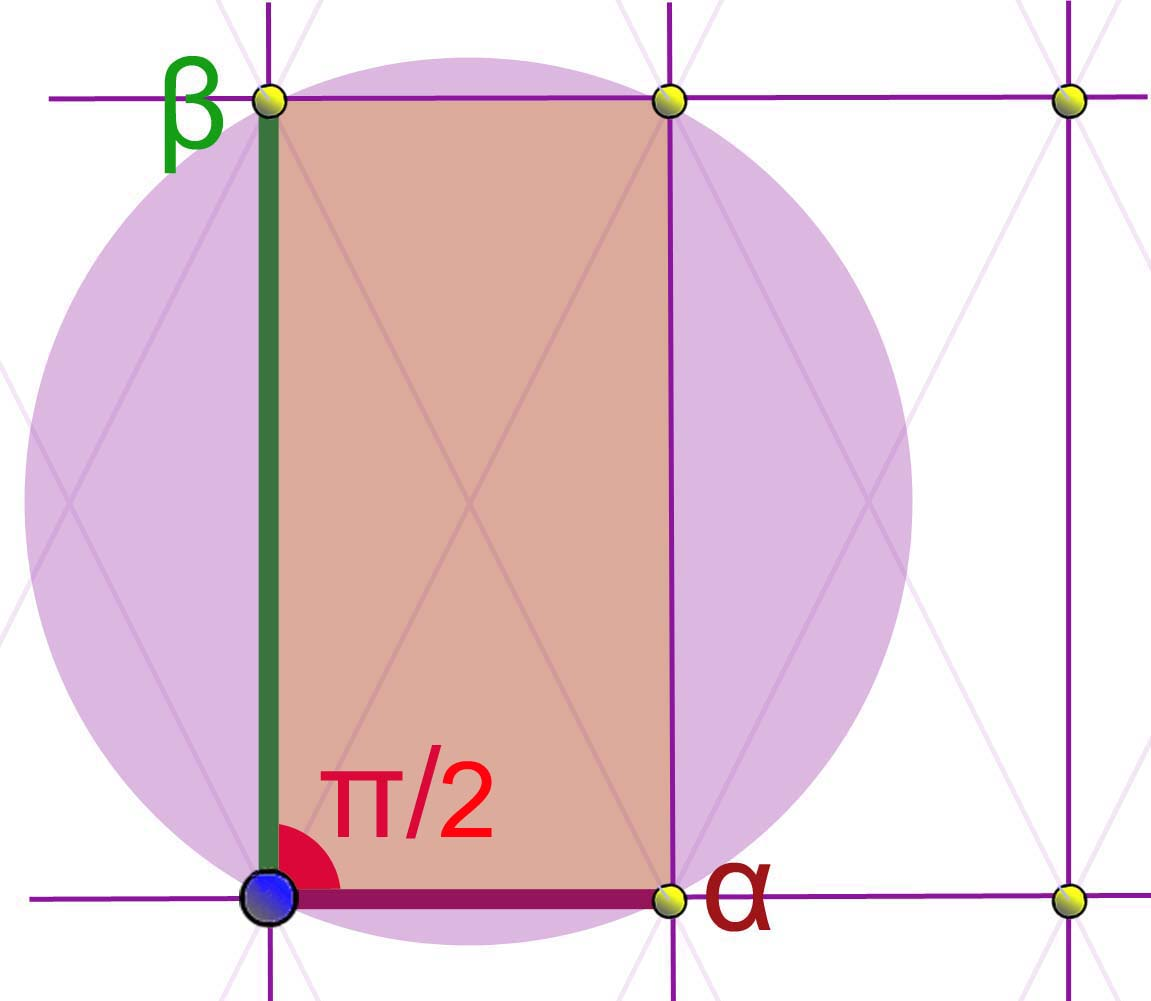
Fig. 13. Réseau orthorhombique primitif.

Ces deux groupes orthogonaux sont les seuls à ne pas être commutatifs. Le plus vaste des groupes commutatif contient quatre éléments. Si ce groupe peut être vu comme un groupe diédral d'ordre 4, on l'appelle plus souvent le groupe de Klein. Il correspond au groupe à 4 éléments dont chacun est son propre inverse et la somme de deux éléments non nuls est toujours égale au troisième, la table est ainsi facile à bâtir.
Cette fois-ci, il n'existe pas une, mais deux configurations de réseau possibles, illustrés sur les figures 13 et 14. Celle de la figure 13 est obtenue par deux vecteurs, toujours notés α et β, qui sont nécessairement de normes différentes et qui forment un angle de π/2. L'autre solution, illustrée à la figure 14 correspond à deux vecteurs non alignés, de même norme, mais formant un angle nécessairement différent de π/2. Les cristallographes remarquent que l'on passe de la configuration de gauche à celle de droite en ajoutant un point au centre du rectangle de côtés α et β. Ils appellent ces réseaux orthorhombique primitif et orthorhombique centré. Le groupe orthogonal est formé des deux réflexions de centre l'origine et d'axe parallèle à l'un des côtés du rectangle, les deux derniers éléments sont l'identité, qui fait partie du réseau, et la rotation de π.
Le dernier groupe est celui obtenu si aucune des configurations précédentes n'est présente. Le groupe contient deux symétries, l'identité et la rotation de π. La rotation de π transforme un point en son opposé, il laisse stable le réseau et fait toujours partie du groupe orthogonal. Ce groupe est appelé cyclique d'ordre 2 par les mathématiciens et monoclinique par les cristallographes.

### Dimension 3
La dimension 3 est de nature analogue à la dimension 2. On trouve cette fois-ci 7 groupes et 14 réseaux de types différents.
Classification des réseaux de dimension 3 — Le groupe orthogonal d'un réseau de dimension 3 est isomorphe à l'un des sept groupes suivants : le groupe du cube, isomorphe à S4 × C2, le groupe ponctuel hexagonal D12 × C2, trigonal D12, tétragonal D8 × C2, orthorhombique K × C2, monoclinique K et triclinique C2.
Ici, D2n désigne le groupe diédral d'ordre 2n, Sn désigne le groupe symétrique d'indice n et d'ordre n!, K le groupe de Klein (d'ordre 4) et C2 le groupe cyclique d'ordre 2. On trouve quatre groupes non abéliens d'ordres 48, 24, 16 et 12 puis trois groupes abéliens, d'ordres 8, 4 et 2 et qui ne contiennent que des éléments involutifs.
Trois géométries différentes de réseau présentent une symétrie cubique, illustrées dans la figure 15 ci-dessous. La première, correspondant à l'image de droite, est isomorphe au réseau ℤ3, c'est-à-dire qu'il existe une rotation et une homothétie qui envoie le réseau sur ℤ3. On parle, en cristallographie de réseau cubique primitif. Il existe un domaine fondamental cubique, globalement invariant par toute isométrie du groupe orthogonal. Le deuxième cas est illustré au centre de la figure 15. Il possède comme figure caractéristique, en vert, un cube dont les centres des faces sont occupés par un point. On parle de réseau cubique à faces centrées. Le domaine fondamental illustré n'est plus cubique. Le troisième cas est illustré dans l'image de gauche de la figure 15. Une figure répétitive apparaissant dans le réseau est celui d'un cube dont le centre est aussi élément du réseau, les cristallographes parlent de réseau cubique centré.

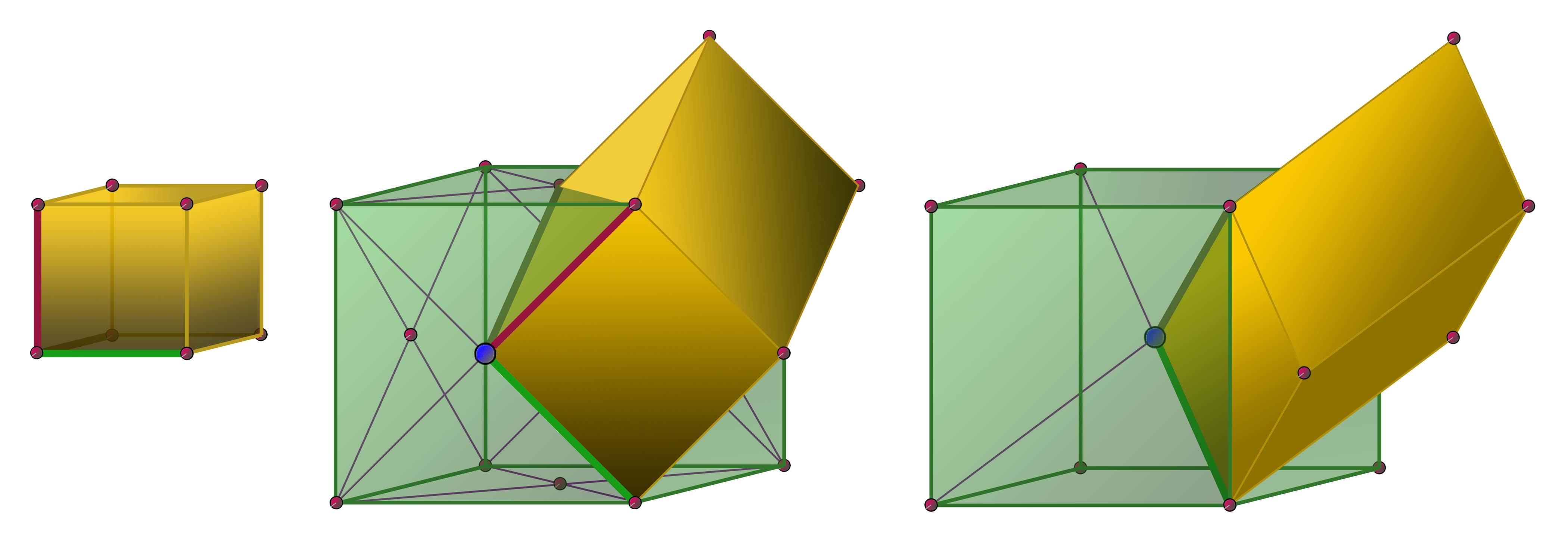
Fig. 15. Il existe trois géométries cubiques pour un réseau. Le cube invariant est illustré en vert, un domaine fondamental en orange.

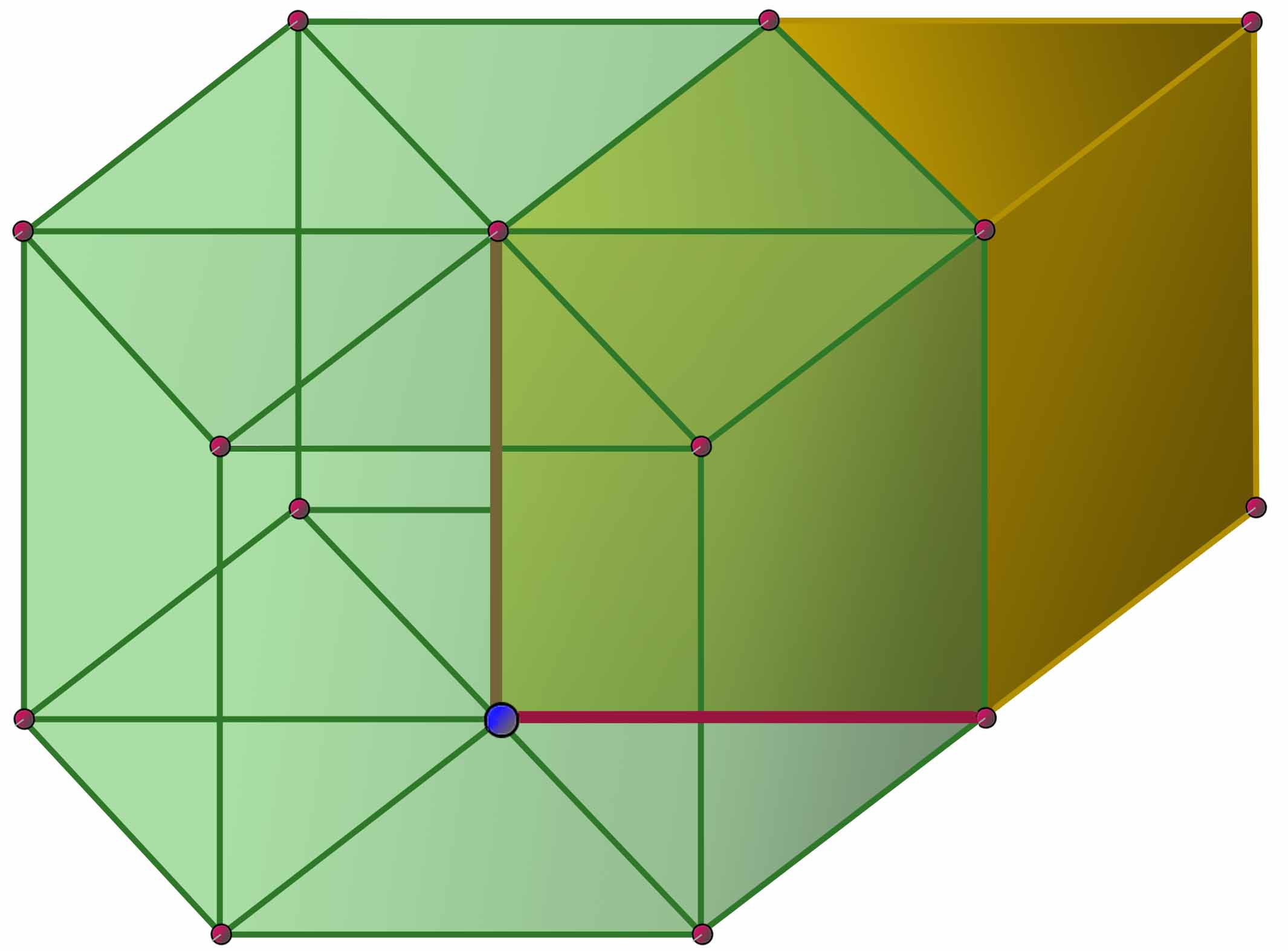
Fig. 16. Il n'existe qu'une géométrie pour obtenir une structure de réseau hexagonale.

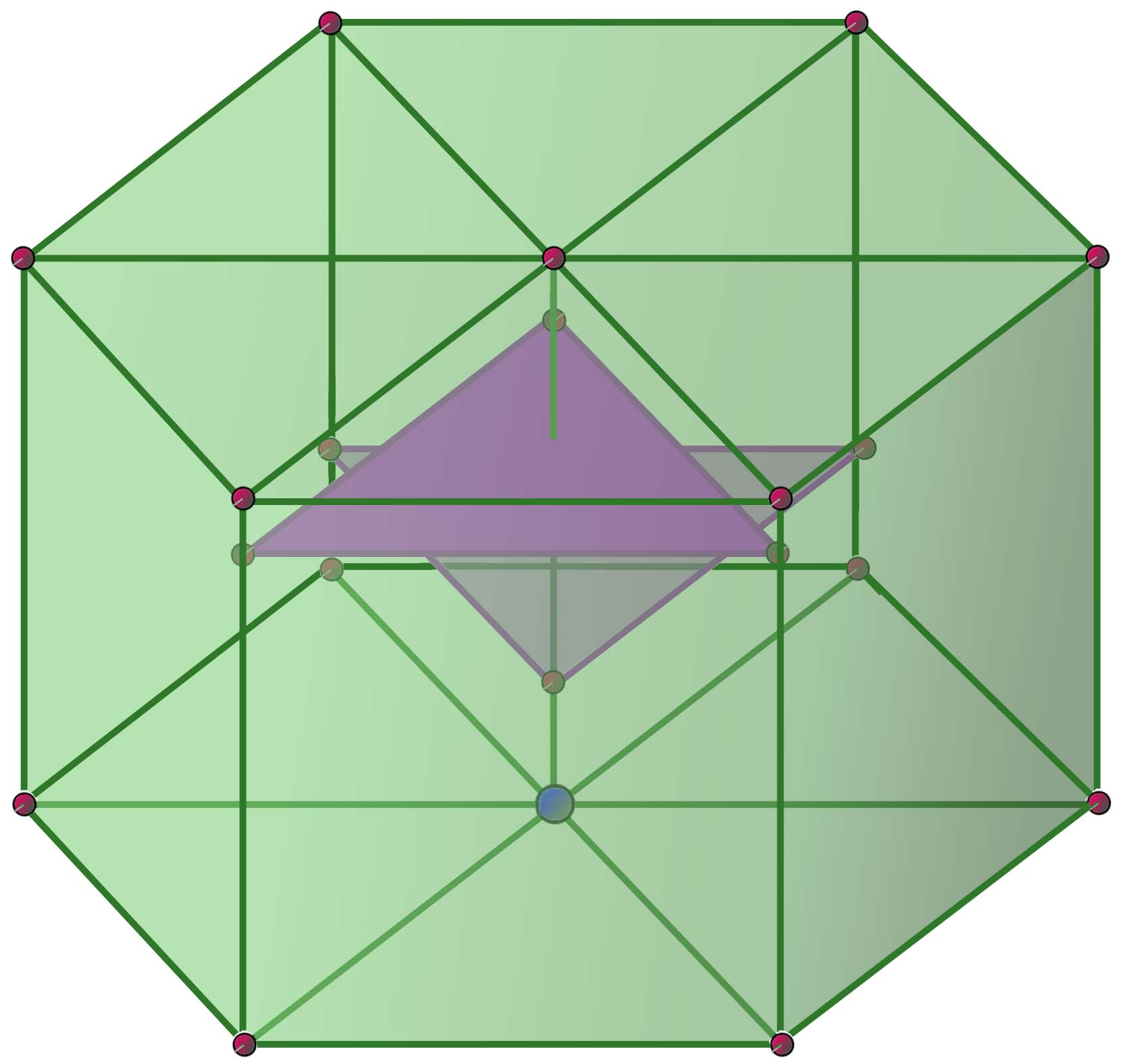
Fig. 17. Ajouter 3 points dessinant un triangle équilatéral bien choisi, forme un réseau de structure trigonale.

Deux géométries contiennent des rotations d'un tiers de tour. La figure 16 correspond à la réplication du réseau hexagonal bidimensionnelle. L'axe orthogonal à un plan contenant le réseau hexagonal de dimension 2, est un axe de symétrie contenant le troisième vecteur δ d'un domaine fondamental. Les isométries trouvées dans le cas de la dimension 2 prolongés sur δ par l'identité sont toutes dans le groupe orthogonal. La symétrie laissant le plan de l'hexagone invariant et transformant δ en −δ est aussi une isométrie laissant invariant le réseau. Le groupe orthogonal est isomorphe à D12 × C2, le produit direct des isométries D12 du réseau hexagonal de dimension deux par le groupe C2 engendré par la symétrie orthogonale transformant δ en −δ.
La figure 17 illustre un réseau contenant un groupe orthogonal plus petit. Le réseau est obtenu par l'adjonction de 6 points supplémentaires à partir de la figure 16. Si δ désigne le plus petit vecteur du réseau orthogonal au plan de l'hexagone, 3 points se trouvent à une hauteur de δ/3 et les trois autres à 2δ/3. Les 3 points à une hauteur de δ/3 forment un triangle équilatéral de même géométrie que ceux qui constituent l'hexagone. Le centre de gravité de ce triangle est à la verticale du centre d'un hexagone et la projection parallèlement à δ, de chaque point du triangle correspond au centre de gravité d'un des triangles de l'hexagone. Les trois derniers points forment un autre triangle, obtenu par rotation d'axe dirigé par δ et d'un demi tour.
Il existe une unique manière de prolonger à tout le réseau une isométrie du groupe orthogonal du réseau hexagonal de dimension 2. Pour la moitié des éléments du groupe, sur δ ce prolongement est l'identité. Pour l'autre moitié, ce prolongement est l'homothétie de rapport −1. Le groupe orthogonal est isomorphe à D12. Avec les rotations du cube, ces deux géométries sont les seules à contenir une rotation d'un tiers de tour. Aucun de ces deux groupes n'est commutatif.

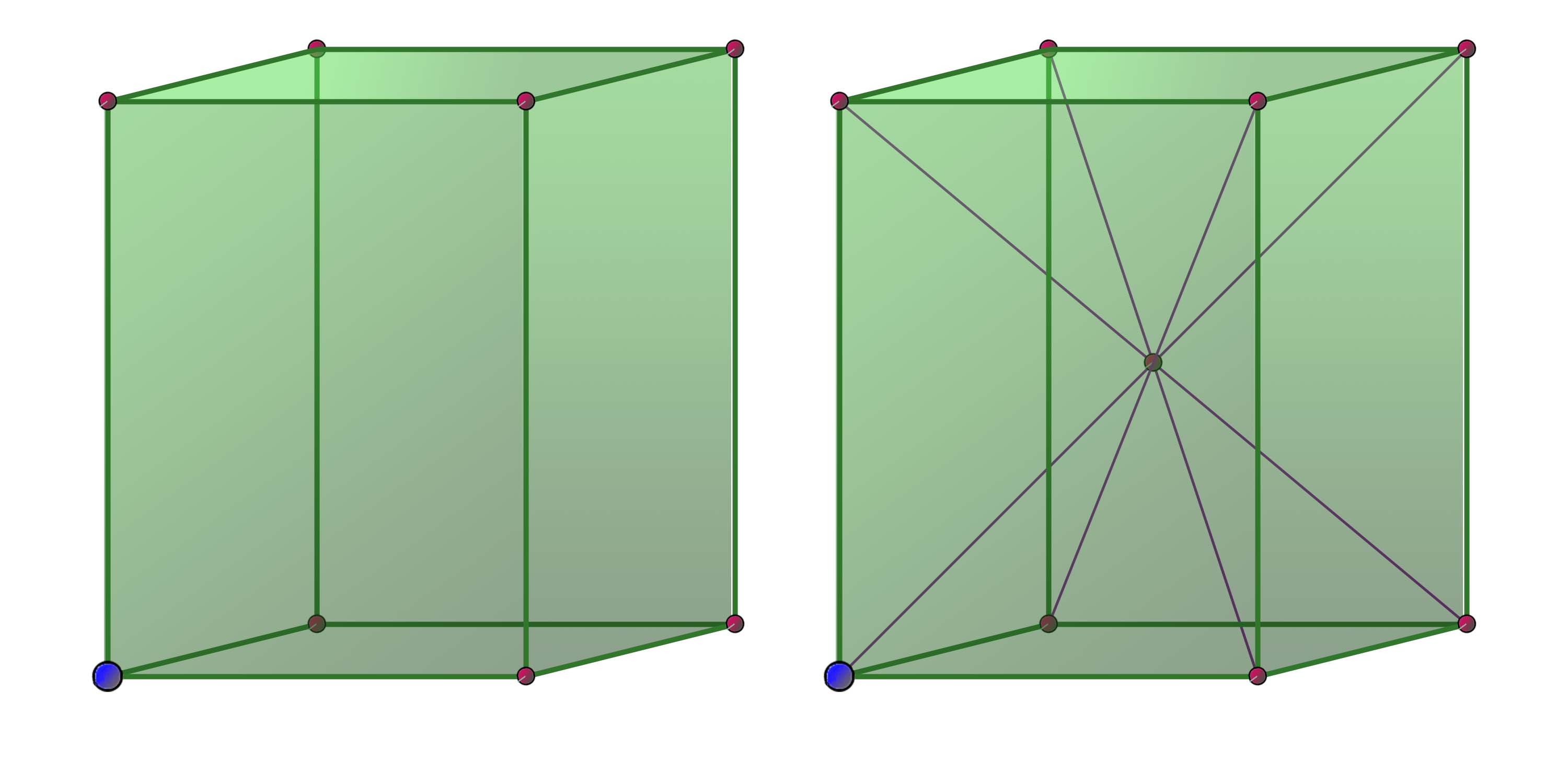
Fig. 18. Il existe deux structures de réseaux tétragonaux : le réseau primitif et celui centré.

Les réseaux tétragonaux ont bien des analogies avec le cas précédent. Il correspond au passage à la dimension 3 du groupe du carré. Pour que les symétries du carré puissent se prolonger en dimension 3, il est nécessaire de placer le dernier point définissant le réseau, sur un axe perpendiculaire au carré et passant, soit par l'un des points du carré soit par son milieu.
Chaque symétrie du carré peut être prolongé par une rotation en dimension 3. Il est possible ensuite de composer l'isométrie par l'homothétie de rapport −1. Ainsi, à chaque isométrie du carré correspond deux prolongements dans la dimension 3. Comme l'homothétie de rapport −1 commute avec toutes les isométries, le nouveau groupe orthogonal est le produit direct de celui de dimension 2 avec C2 qui peut se voir comme l'identité et l'homothétie de rapport −1 dans ℝ3. Ce groupe est le dernier non commutatif.
Une part de convention entre dans la définition des types de réseaux de Bravais. Ainsi, on identifie, pour les groupes ponctuels tétragonaux, les réseaux centrés et ceux à faces centrées. Si l'on considère un réseau centré et que l'on choisit comme figure du carré horizontal, celui formé par deux diagonales, on obtient une figure à face centrée. Cette remarque est aussi vraie pour les réseaux cubiques.

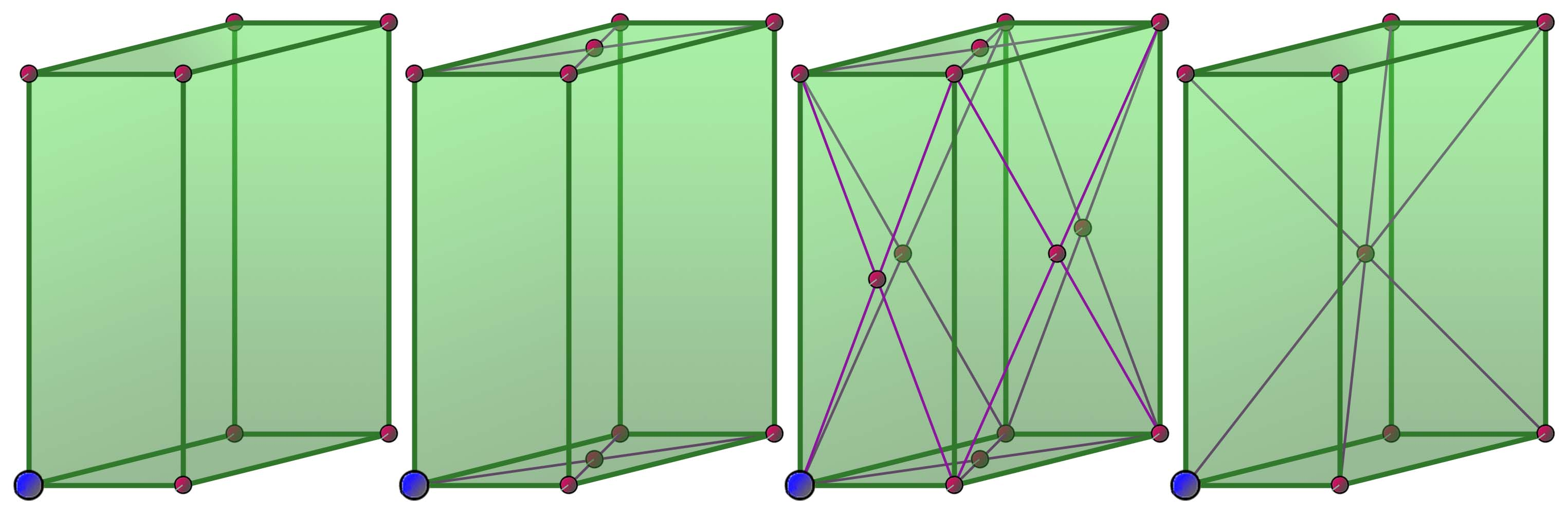
Fig. 19. Les structures orthorhombiques sont au nombre de quatre.

Les autres groupes orthogonaux sont tous commutatifs. Ils se caractérisent pas le fait de ne comporter que des isométries involutives, c'est-à-dire que si on les applique deux fois, on retrouve l'identité. Le plus vaste des groupes de cette nature contient 8 éléments. Il correspond au groupe parfois noté K4 ou encore au produit du groupe de Klein et du groupe cyclique d'ordre 2.
Il existe 4 types de réseaux différents, même s'ils se ressemblent tous. Ils sont construits à partir de 4 vecteurs orthogonaux dont aucun n'a la même taille. Le réseau primitif est un parallélépipède de cette nature. Il existe ensuite trois manières de centrer des points supplémentaires, soit au milieu du parallélépipède, soit au centre de chaque face, soit au centre de deux faces opposées (fig. 19).
S'il existe un axe orthogonal à un plan du réseau, mais que le plan ne contient pas d'axes de symétries, le groupe ne possède plus 8 mais 4 éléments. On trouve alors une structure analogue à celle de la dimension 2 et le groupe ponctuel est de Klein. Elle est composée de deux réflexions opposées, de l'identité et de l'homothétie de rapport −1. Deux types de réseaux distincts, illustrés à la figure 18 possèdent ce groupe orthogonal.
Enfin, si aucune des configurations précédentes n'apparaît, alors il ne reste que deux isométries dans le groupe, l'identité et l'homothétie de rapport −1.

### Représentations d'un groupe fini

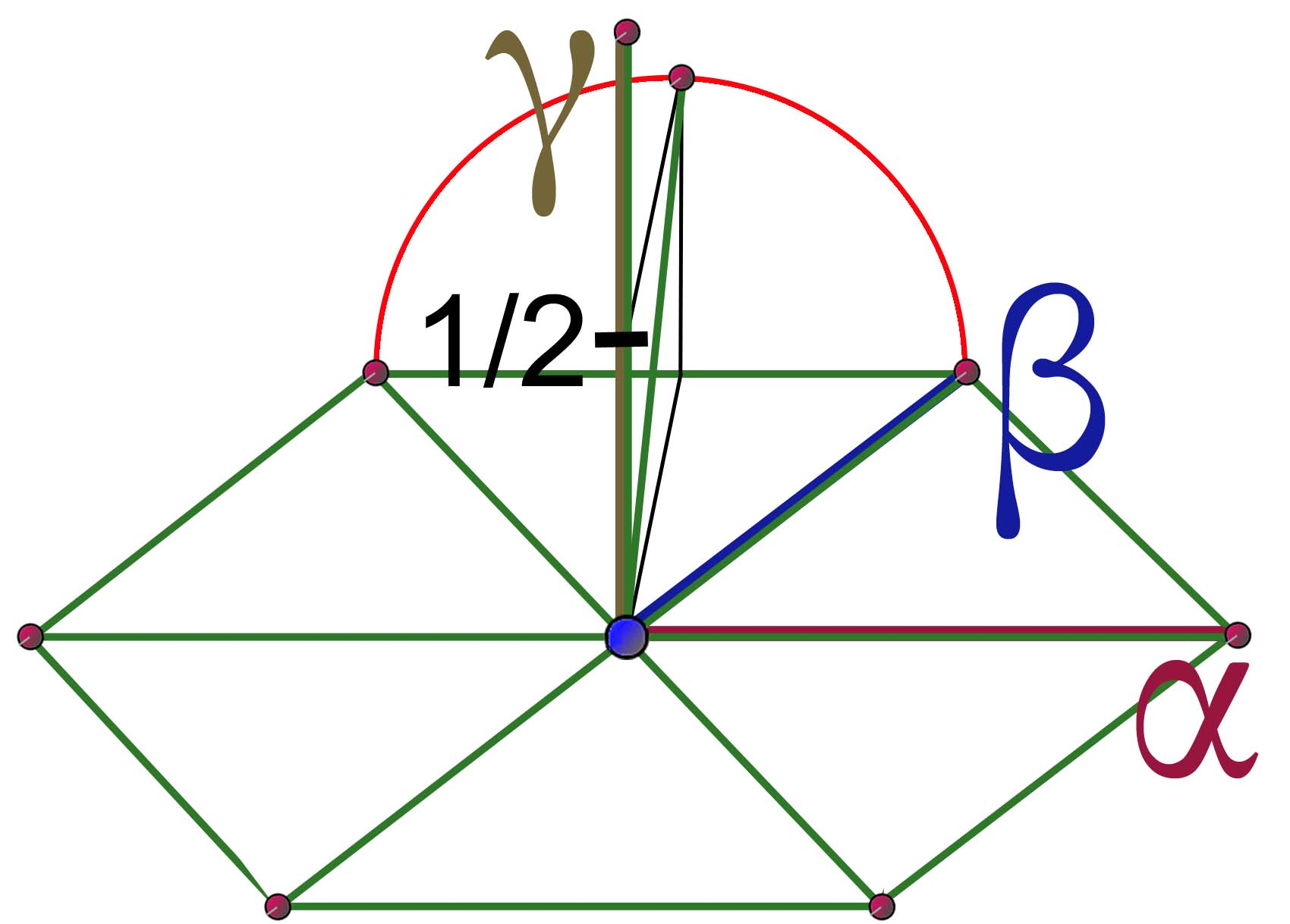
Fig. 20.

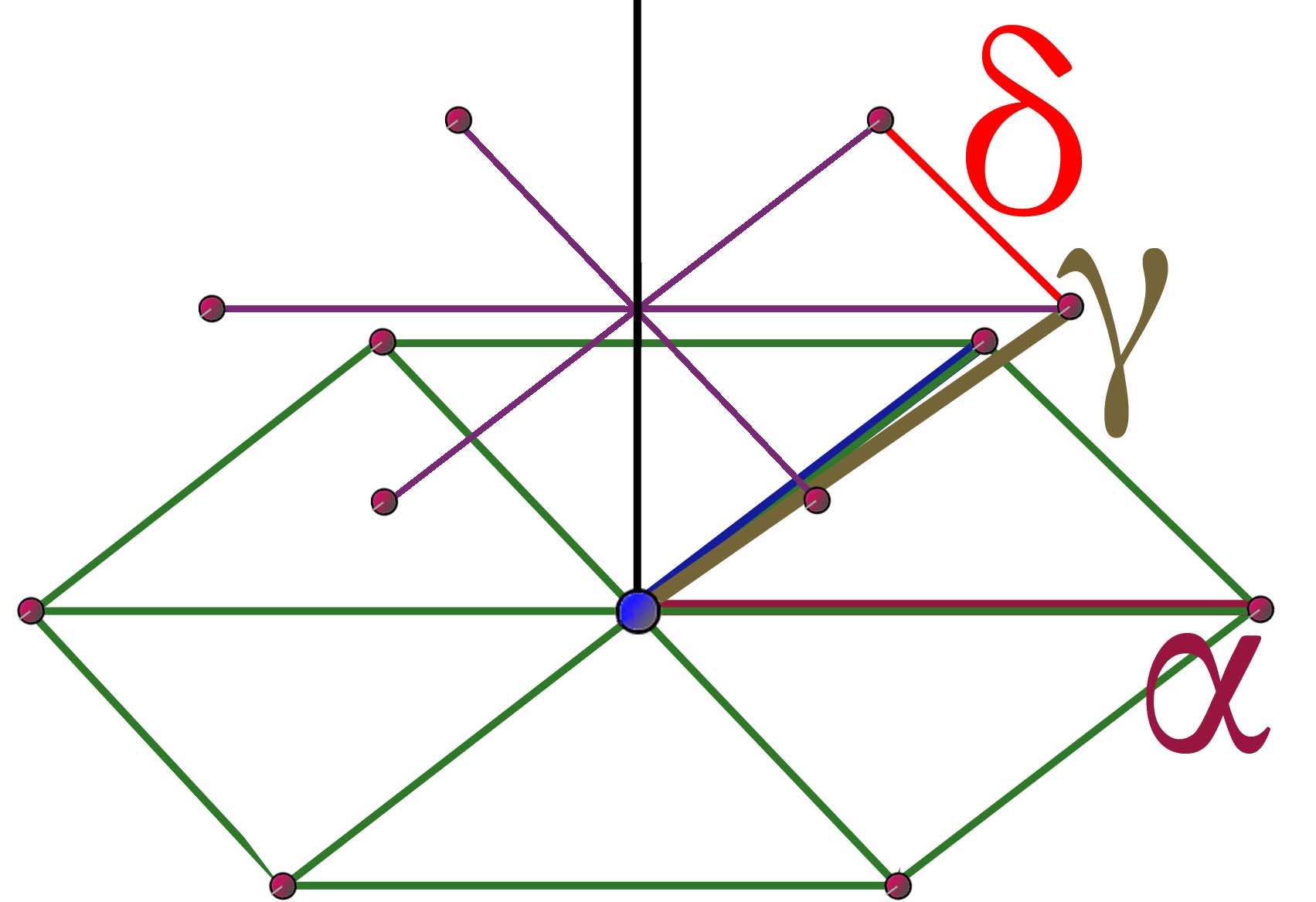
Fig. 21.

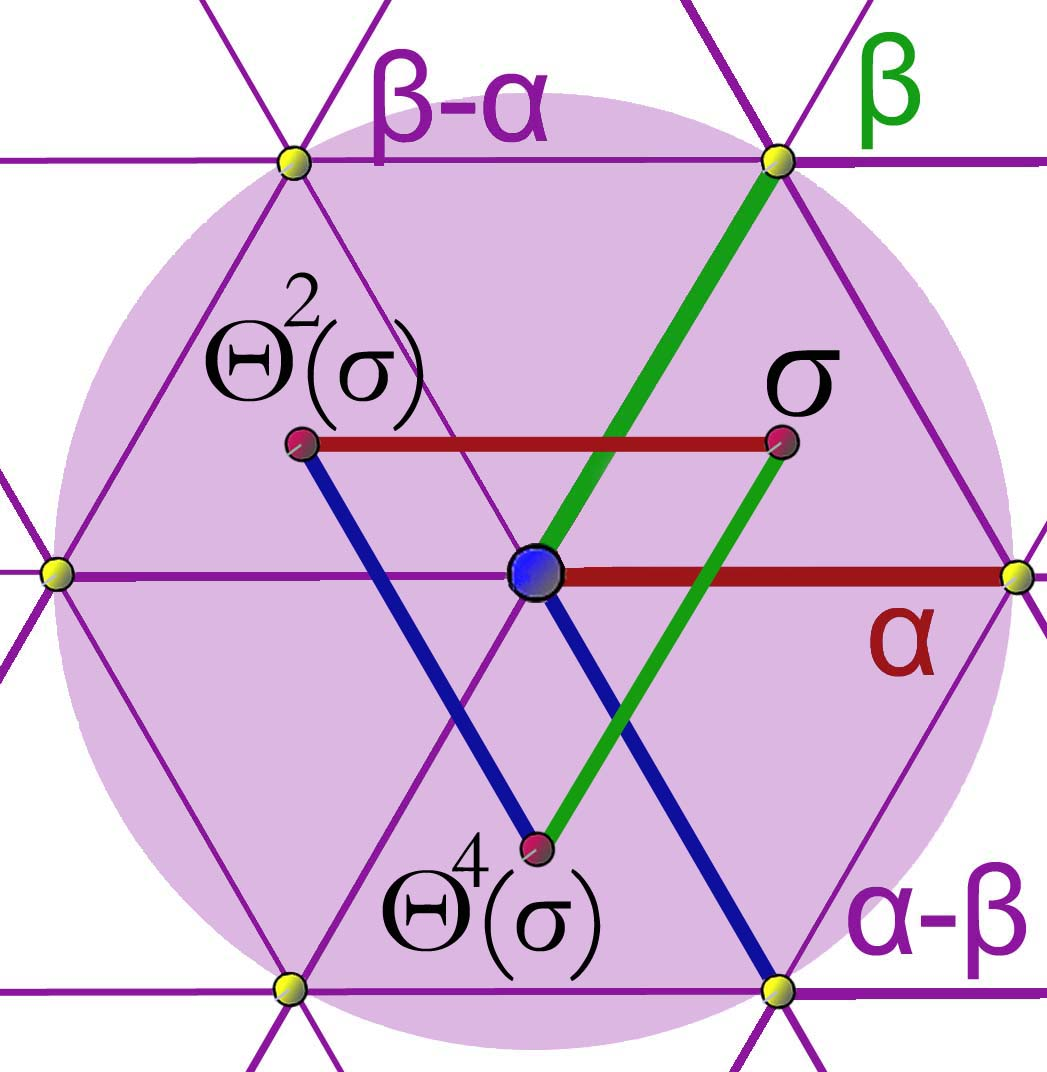
Fig. 22. Il n'existe qu'une position possible, pour le point σ, à un angle de π/3 près.

Si la situation, en dimension 3 est de même nature que celle de la dimension 2, les démonstrations se compliquent un peu. Plusieurs facteurs différenciant la dimension 2 et 3 ne simplifient pas la tâche. Le plus important est probablement le fait que le groupe spécial orthogonal n'a plus de raison d'être abélien, deux rotations ne commutent pas toujours. Ensuite, les groupes sont plus vastes, le plus gros contient 48 éléments en dimension 3, contre 12 en dimension 2. Il est toujours possible d'utiliser les rudiments de l'algèbre linéaire et de la géométrie. La méthode devient plus longue et surtout plus périlleuse. La première classification de Frankenheim (en), datant de 1842, était imprécise. Il a fallu six ans pour que les erreurs soient corrigées par Bravais.
Il est possible d'enrichir l'attirail d'outils plus puissants. Une théorie, à cheval sur celle des groupes et de l'algèbre linéaire est particulièrement adaptée. Elle a pour objet l'étude des morphismes d'un groupe G dans le groupe linéaire d'un espace vectoriel E de dimension finie, qui est choisi complexe et équipé d'un produit hermitien tel que l'ensemble d'arrivée ne contienne que des isométries. On utilise ici quatre résultats. Toute représentation se décompose en une somme directe de représentations irréductibles, résultat connu sous le nom de théorème de Maschke. C'est-à-dire qu'il est possible de décomposer E en une somme directe de sous-espaces orthogonaux entre eux et stables par toutes isométries de la représentation. La restriction de la représentation à un sous-espace stable ne contient aucun sous-espace stable pour chaque isométrie de la représentation, à l'exception des sous-espaces triviaux. Une représentation de cette nature est dite irréductible. Le caractère χφ d'une représentation φ est l'application de G dans ℂ, qui à un élément h de G associe la trace de φ(h). Si g désigne l'ordre du groupe G et φ, ψ deux représentations, on associe aux caractères le produit hermitien suivant :
{\displaystyle \langle \chi _{\varphi },\chi _{\psi }\rangle ={\frac {1}{g}}\sum _{h\in G}\chi _{\varphi }(h){\overline {\chi }}_{\psi }(h)}.
Une représentation est irréductible si, et seulement si, la norme de son caractère est égale à 1. Si deux représentations irréductibles ne sont pas isomorphes, alors le produit hermitien de leurs deux caractères est égal à 0, autrement dit les deux caractères sont orthogonaux. Il existe exactement autant de représentations irréductibles que le nombre de classes de conjugaison du groupe. Enfin, il existe une représentation particulière dite représentation régulière. Pour la construire, on considère que la famille (hi) des éléments du groupe est une base orthonormale d'un espace vectoriel. À h un élément du groupe, on associe l'isométrie qui transforme la base (hi) en la base (h.hi). Une représentation régulière contient autant de copies d'une représentation irréductible que le degré de cette représentation irréductible.

### Dimensions supérieures
Plus la dimension grandit, plus la question s'avère délicate. On peut encore traiter le cas de la dimension 4 avec les mêmes outils que ceux de la dimension 3. Ensuite, si les méthodes sont essentiellement issues de la théorie des représentations d'un groupe fini, d'autres théorèmes s'avèrent de plus en plus nécessaires.
Ces groupes orthogonaux sont étudiés car, pour d'autres branches du savoir, ils ne manquent pas d'attraits. Ils permettent de représenter certains groupes finis et offrent de nombreuses méthodes pour les étudier. C'est ainsi que J. H. Conway trouve 3 parmi les derniers groupes manquants pour une classification complète des groupes finis. Le réseau utilisé est de dimension 24 et porte le nom de Leech. Un autre cas célèbre est celui du groupe Monstre, le plus gros des 26 groupes sporadiques. Son existence était annoncée depuis une dizaine d'années avant sa construction. Elle devait découler d'une représentation de degré 196 883, conjecturé et explicité sans l'aide d'ordinateur. Elle devrait clore la classification des groupes finis simples. Un réseau est utilisé.
D'autres branches des mathématiques font usage d'un réseau. L'étude des courbes elliptiques, développée au XIXe siècle demande l'analyse de réseau de dimension 2. Cette étude se généralise en dimension supérieure par la théorie des fonctions abéliennes.

## Usages

### Covolume

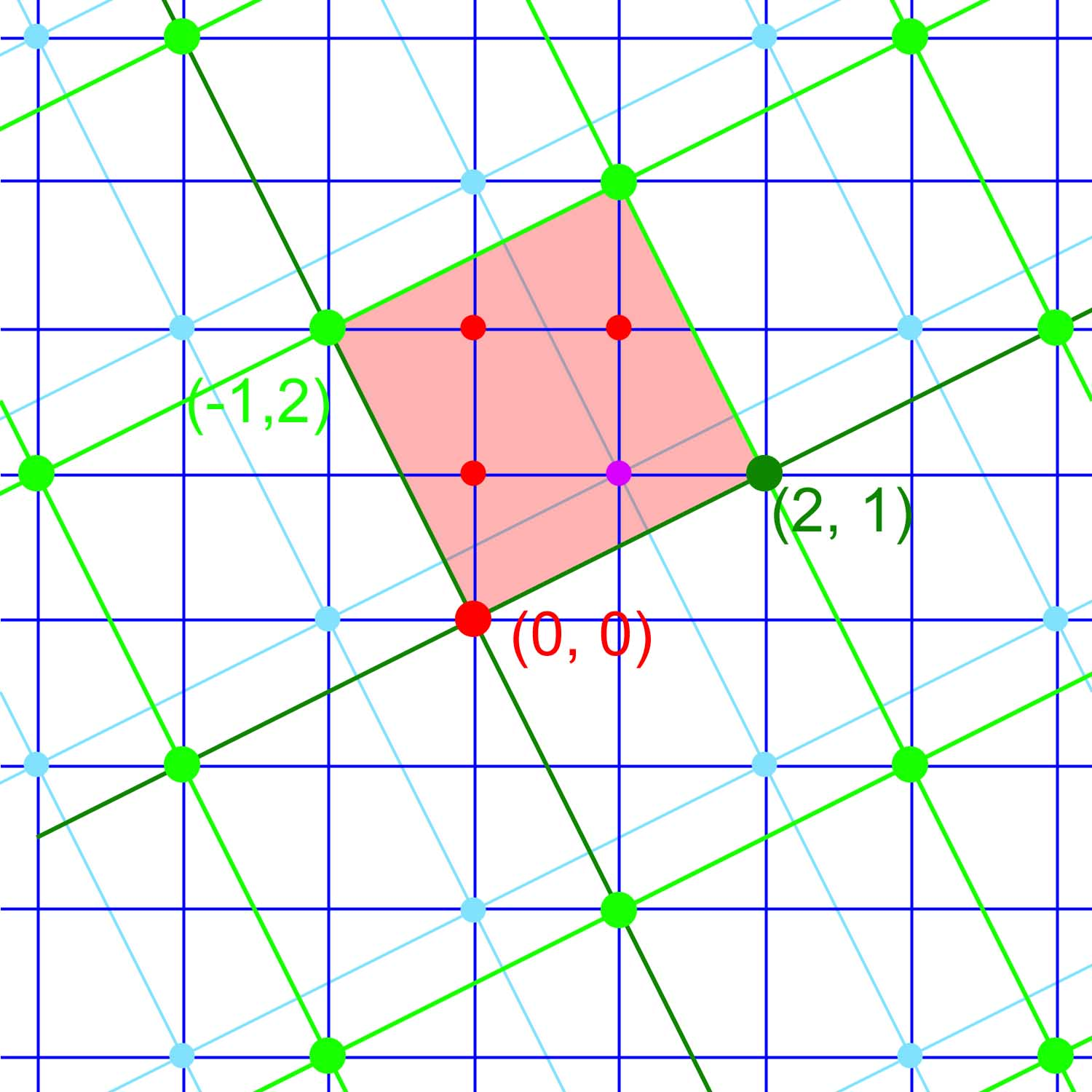
Fig. 23. Réseau de l'idéal principal du point 2 + i dans l'anneau des entiers de Gauss.

Une illustration de l'intérêt de la notion provient de la théorie algébrique des nombres, et plus spécifiquement de la géométrie arithmétique. Si K est une extension finie de degré n du corps ℚ, il est possible d'identifier l'anneau de ses entiers algébriques à un ℤ-module libre de dimension n. Une extension finie de ℚ est un ℚ-espace vectoriel de dimension finie et peut être vue comme un sous-corps de ℂ. Un entier algébrique est un nombre qui est racine d'un polynôme unitaire à coefficients dans ℤ. Un exemple simple est le corps des rationnels de Gauss, c'est-à-dire des nombres de la forme a + ib, où a et b sont des éléments de ℚ et i l'unité imaginaire. Les entiers algébriques de ce corps, appelés entiers de Gauss, sont les nombres de la forme a + ib où, cette fois-ci, a et b sont des éléments de ℤ. Les points du réseau sont représentés sur la figure 23 par les intersections du quadrillage bleu foncé.
Cette vision permet d'interpréter géométriquement de nombreuses situations d'arithmétique. On peut interpréter, par exemple, le fait que le quotient de l'anneau A par un sous-réseau M de même dimension (comme un idéal non nul), est fini et égal à la valeur absolue du déterminant d'une base de M dans une base de A. Cette propriété, valable pour n'importe quel anneau des entiers algébriques d'un corps quadratique ou plus généralement d'un corps de nombres, se démontre par un calcul élémentaire. Son interprétation géométrique consiste à dire que le nombre de points du réseau qui appartiennent à un domaine fondamental du sous-réseau est égal au volume de ce domaine fondamental, lorsqu'on considère une base de A comme orthonormée.

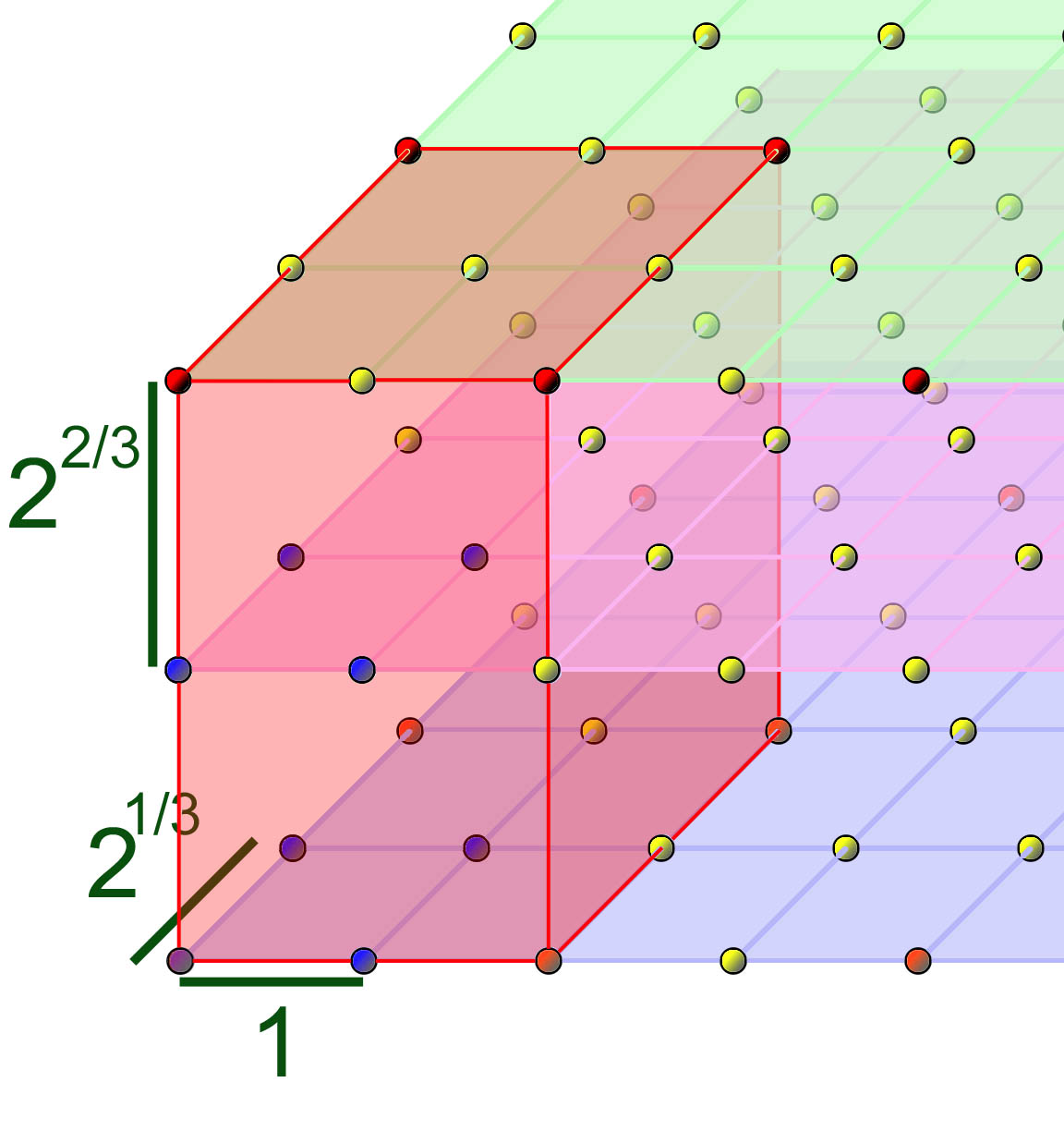
Fig. 24. Illustration de l'anneau A = ℤ en tant que réseau.

La figure 23 illustre cette interprétation lorsque M est l'idéal principal engendré par l'entier algébrique α = 2 + i dans les entiers de Gauss, c'est-à-dire que les points du sous-réseau sont les produits de α par un entier de Gauss quelconque. Une base du réseau A étant B = (1, i), une base du sous-réseau M = αA est αB = (α, αi) = (2 + i, –1 + 2i). Ce sous-réseau est représenté par les points verts sur la figure. Une classe d'équivalence de l'anneau quotient est géométriquement représentée par un décalage du réseau vert et qui contient un point du quadrillage, par exemple une classe est illustrée par les points bleus. Chaque classe contient un représentant dans la zone rouge des vecteurs de coordonnées comprises dans l'intervalle [0, 1[ dans la base (2 + i, –1 + 2i). Le nombre d'entiers de Gauss (réseau représenté par le quadrillage bleu foncé) qui se trouvent dans ce domaine fondamental est égal à la valeur absolue du déterminant de la base αB de M dans la base B de A. Ce déterminant (toujours positif dans l'exemple des entiers de Gauss, mais parfois négatif dans d'autres anneaux d'entiers algébriques) est appelé la norme arithmétique de α. Un rapide calcul montre que la norme arithmétique d'un entier de Gauss a + ib est égale à a2 + b2. Dans l'exemple choisi, le nombre d'entiers de Gauss qui se trouvent dans le domaine fondamental est bien égal à 5, la norme de 2 + i.
La figure 24 illustre un exemple similaire en dimension 3. L'anneau (dont les points sont représentés par les petites billes) est ici ℤ[3√2], de base B = (1, 3√2, 3√4) considérée comme orthonormée, et l'idéal principal M (dont les points sont en rouge) est engendré par α = 2. Le domaine fondamental du sous-réseau M est le cube rouge, constitué des points dont les coordonnées dans la base 2B de M appartiennent à [0, 1[ (c'est-à-dire dont les coordonnées dans B appartiennent à [0, 2[). Son volume, égal à la norme de α, soit 23 = 8 (déterminant de l'homothétie de rapport 2 en dimension 3), est bien égal au nombre de points du réseau appartenant au cube rouge. Chaque classe du quotient A/M = A/(2A) est représentée par l'un de ces 8 points : si β est un point quelconque de A, il est congru, modulo 2A, au point dont les coordonnées sont les restes (0 ou 1) des divisions euclidiennes par 2 de celles de β.
Ce résultat est à rapprocher du théorème de Pick qui indique, en dimension 2, la relation entre le nombre de points du réseau contenu dans un polytope P dont les sommets sont des éléments du réseau et la surface du polytope. La généralisation en dimension n est obtenue à l'aide du polynôme d'Ehrhart.

### Ensemble convexe

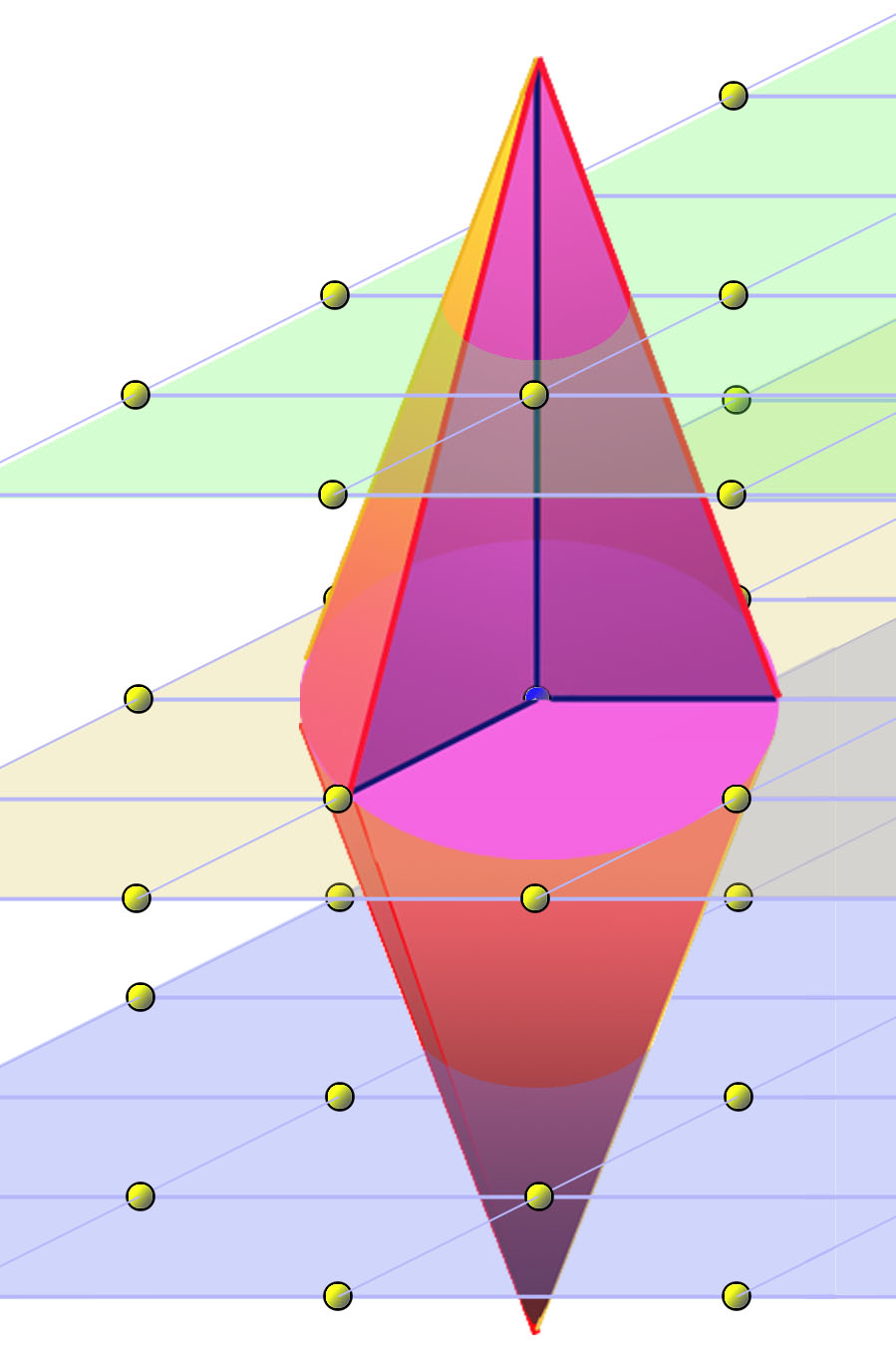
Fig. 26. Exemple de convexe traité par le théorème de Minkowski.

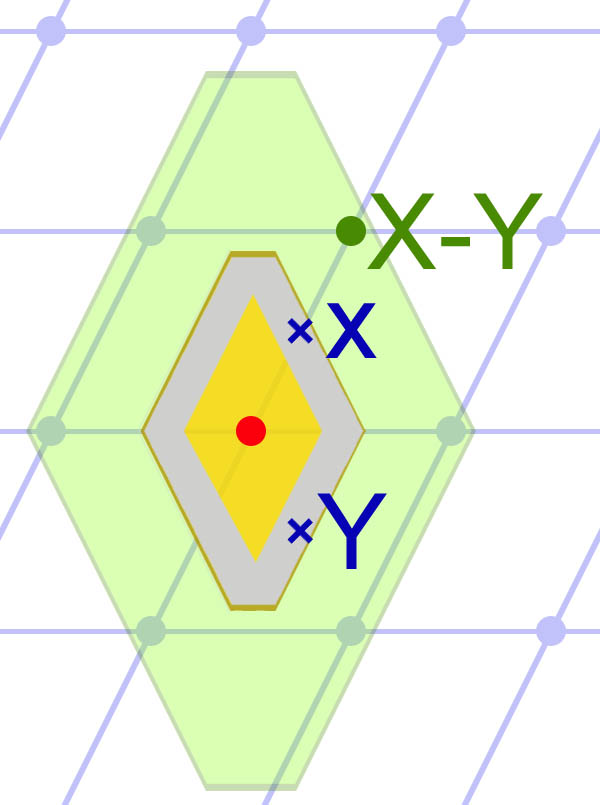
Fig. 25.

Le théorème de Minkowski indique qu'un convexe symétrique par rapport à l'origine et de volume supérieur à 2nV de ℝn rencontre nécessairement un point non nul du réseau de covolume V. La figure 26 représente, pour n = 3, un convexe symétrique par rapport à l'origine, son volume est donc inférieur à 8 fois le covolume, car il ne rencontre le réseau qu'au point d'origine.
L'article détaillé propose plusieurs démonstrations, dont l'une peut s'interpréter en termes de la représentation du domaine fondamental sous forme de tore. Le convexe C pour n = 2, illustré en vert sur la figure 25, est de volume supérieur à 4V ; l'image de ce convexe par une homothétie de rapport 1/2 est de volume supérieur à celui du tore. Cette configuration est illustrée sur la figure 25. La restriction du morphisme canonique de ℝn dans ℝn/Λ ne peut être injective, car sinon ℝn/Λ contiendrait un volume dont la mesure serait strictement supérieure à la sienne. Il existe donc deux points X et Y ayant même image par le morphisme, ou encore X – Y est élément de Λ. Or X et –Y sont éléments de (1/2)C et (X – Y)/2 l'est aussi, donc X – Y est élément de C. La zone où le morphisme n'est pas bijectif est indiquée en gris sur la figure 25. Son image par le morphisme est la zone grise du tore illustré dans le paragraphe (voir supra) sur le domaine fondamental.
Ce théorème est utilisé par exemple pour établir le théorème des unités de Dirichlet, élucidant la structure du groupe des unités d'un anneau d'entiers algébriques.

## Problèmes algorithmiques dans les réseaux
Un réseau formant un ensemble discret, il existe dans tout réseau un plus court vecteur non nul. Ce vecteur dépend bien évidemment de la norme dont on munit l'espace. Ce problème (souvent nommé SVP, de l'anglais Shortest Vector Problem) est connu pour être NP-difficile dans le cas de la norme euclidienne. Pour d'autres normes usuelles, rien n'est connu, mais on conjecture que le problème est au moins aussi difficile à résoudre.
Le problème non homogène associé consiste, étant donné un vecteur et un réseau, à trouver le vecteur le plus proche du vecteur donné. Il est souvent nommé CVP (de l'anglais Closest Vector Problem) et est lui aussi NP-difficile pour la norme euclidienne.
Certaines bases sont mieux adaptées que d'autres pour travailler dans un réseau car elles sont formées de vecteurs courts et permettent donc de se promener localement aux alentours d'un point donné du réseau. On les appelle bases réduites et ces méthodes, réductions de réseau (en). Il existe plusieurs notions différentes de réductions mais la réduction LLL inventée par Lenstra, Lenstra et Lovász présente l'avantage d'être calculable en temps polynomial par l'algorithme LLL. Cet algorithme qui fournit une base de vecteurs assez courts a de multiples applications, notamment en cryptographie à clé publique.